# ブロンプトン墓地
ブロンプトン墓地（Brompton Cemetery）は、ロンドン、ケンジントン・アンド・チェルシー区、ウェスト・ブロンプトンにある墓。Magnificent Seven cemeteriesの1つである。1839年に設立され、West of London and Westminster Cemeteryとして1840年に開設された。簡易なものから豪華なものまで35,000もの碑がある。元々は民間により設立されたものであったが現在は王室が保有している。

## 場所

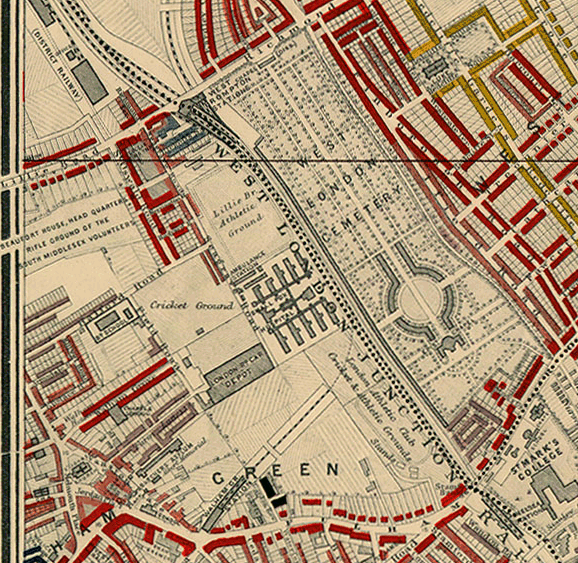
Charles Boothの1889の地図。ブロンプトン墓地の詳細が示されている

ウェスト・ブロンプトン駅と隣接している。

## 著名な埋葬者
- ウィリアム・エドワード・エアトン – 物理学者
- アントニー・ブルーム – ロシア正教会の府主教
- ヒュー・チルダース – 自由党の政治家
- トマス・クロフトン・クローカー – アイルランドの好古家
- ウィリアム・クルックス – 化学者、物理学者
- サミュエル・キュナード – キュナード・ラインの創設者
- ロバート・フォーチュン – 植物学者
- ジョン・ファウラー – 鉄道技師
- ジョン・ウィリアム・ゴッドワード – 画家
- ジョージ・トーブマン・ゴールディ – 軍人
- オーガスタス・ハリス – 俳優
- コンスタント・ランバート – 作曲家、指揮者
- キット・ランバート – 音楽プロデューサー、ザ・フーの最初のマネージャー
- アーチボルド・ロウ – 発明家
- ロデリック・マーチソン – 地質学者
- エメリン・パンクハースト – サフラジェット
- パーシー・ピルチャー – 発明家
- ヴァレンタイン・キャメロン・プリンセプ – ラファエル前派の画家
- ウィリアム・マイケル・ルーク – アイルランドの作曲家
- サミュエル・スマイルズ – 作家
- アルバート・リチャード・スミス – 作家
- ジョン・スノウ – 医師
- オーガスタス・スペンサー – 軍人
- フレデリック・セシジャー (第2代チェルムスフォード男爵) – ズールー戦争の指揮官
- エドワード・ワズワース – 画家
- トーマス・アトウッド・ウォルミズリー – 作曲家、オルガニスト
- フィリップ・ワッツ – 軍艦設計技師
- アンドリュー・スコット・ウォー – 士官、測量官。エベレストの命名者。

また、日本人では浅野長勲の息子である浅野長道（あさの ながより）の墓石がある。

## ビアトリクス・ポターとの関係

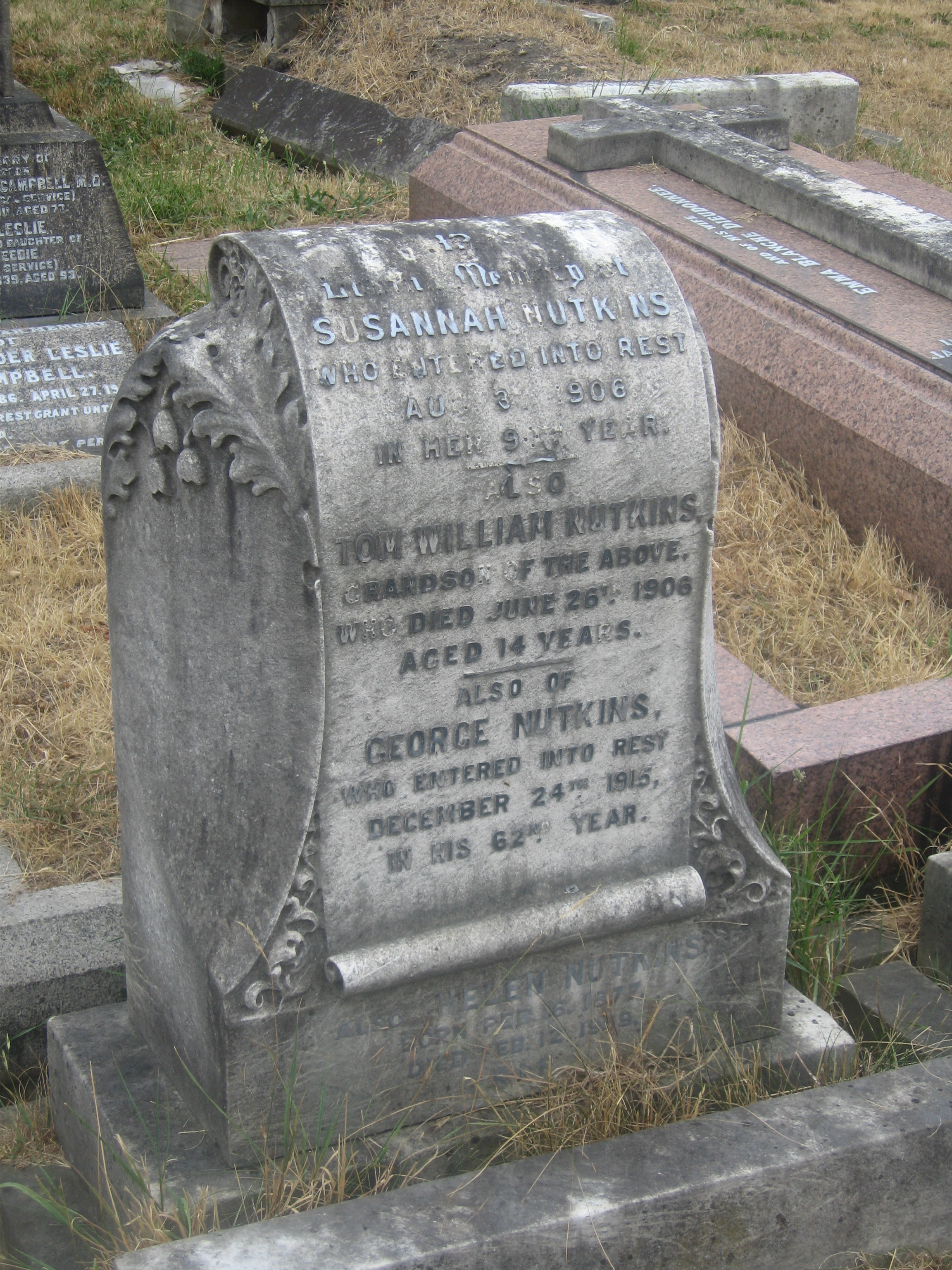
Nutkinsの墓

ビアトリクス・ポターは、近くのOld Brompton Roadに住んでおり、ブロンプトン墓地周辺を散歩しており、墓地にある墓石から登場人物の名前を取った可能性がある。例えば、Mr Nutkins, Mr McGregor, Mr Brock, Mr Tod, Jeremiah FisherやPeter Rabbettまでもである。しかしながらこれら全ての名前の墓石があったかどうかは定かではない。

## 映画
数多くの映画に登場している。例えばSherlock Holmes (2009),、『007 ゴールデンアイ』におけるロシアの教会の外観、『アレックス・ライダー』、『ジョニー・イングリッシュ』、『鳩の翼』、『イースタン・プロミス』、『ジェントルメン』などである。

## ギャラリー

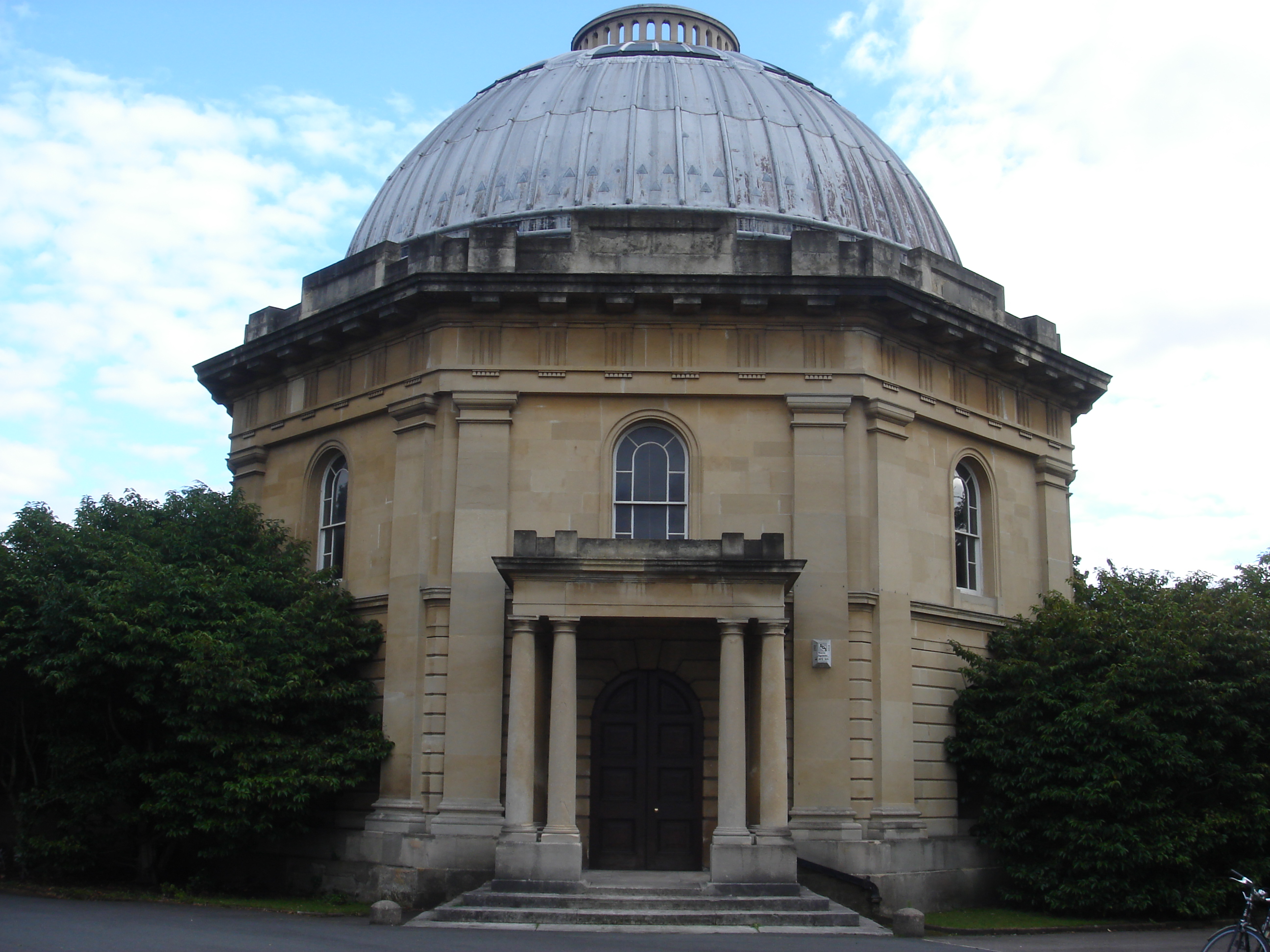
チャペル
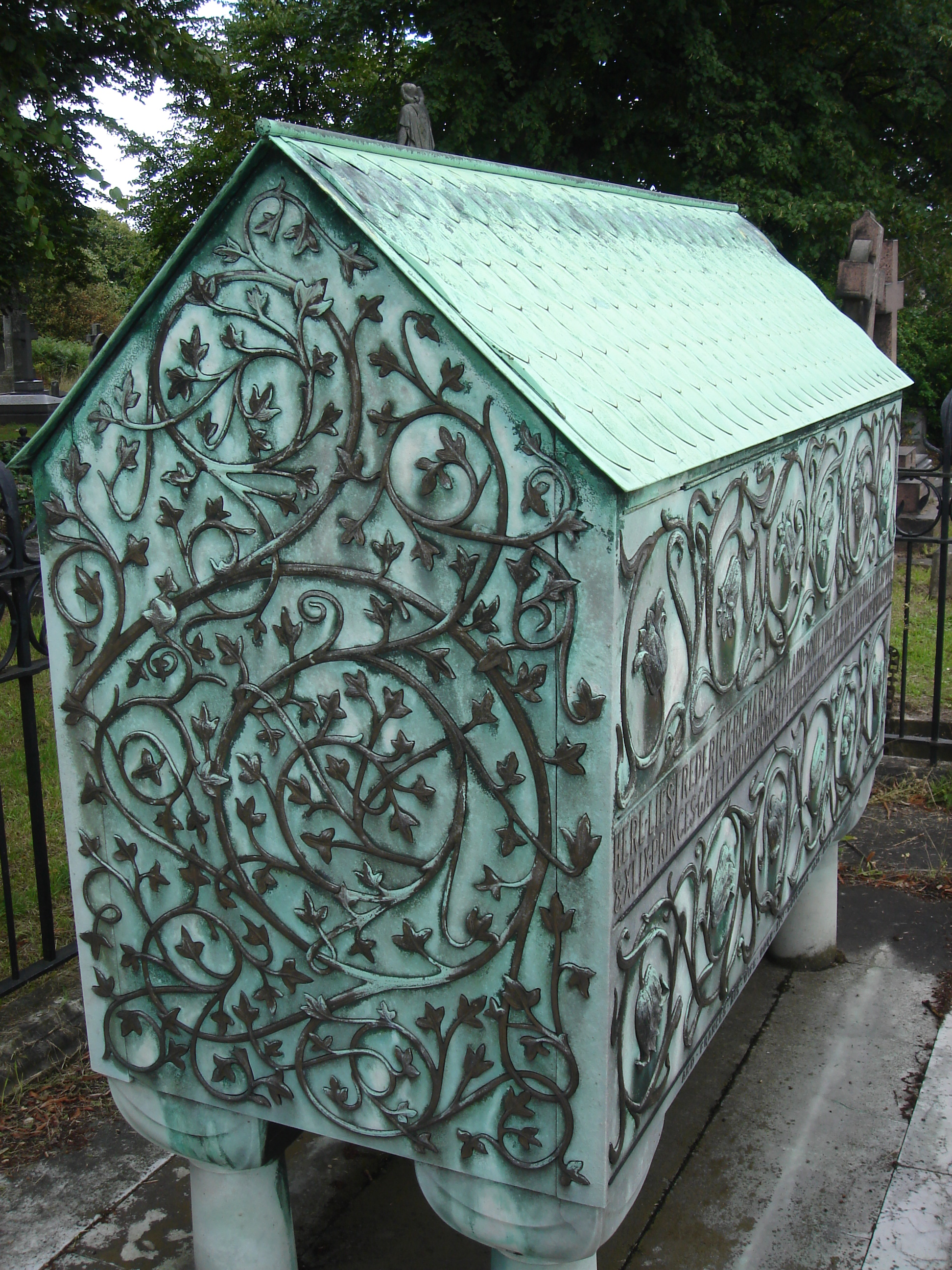
Frederick Richards Leylandの墓
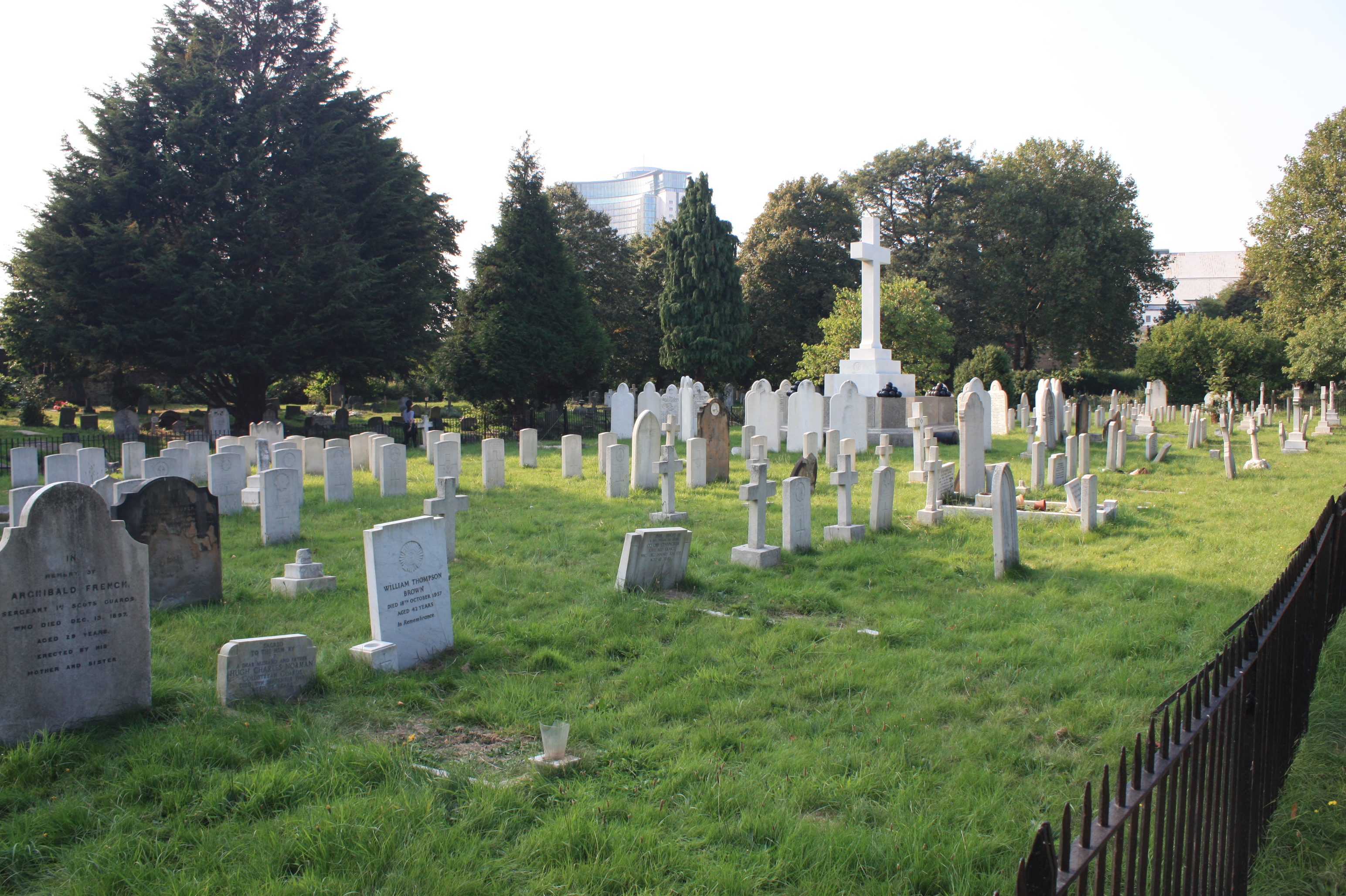
ミリタリーセクション
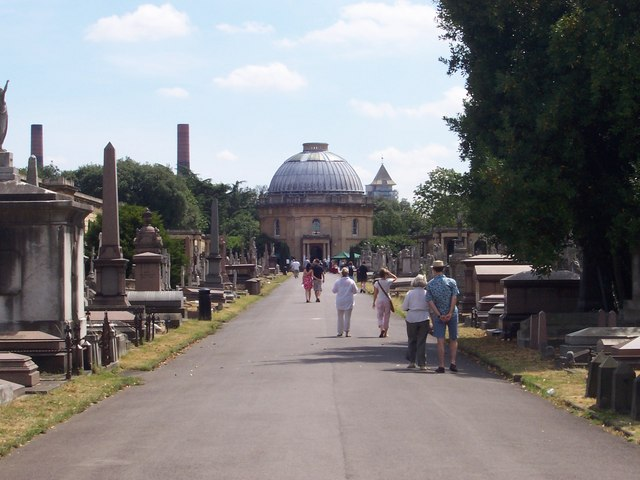
メインアベニュー
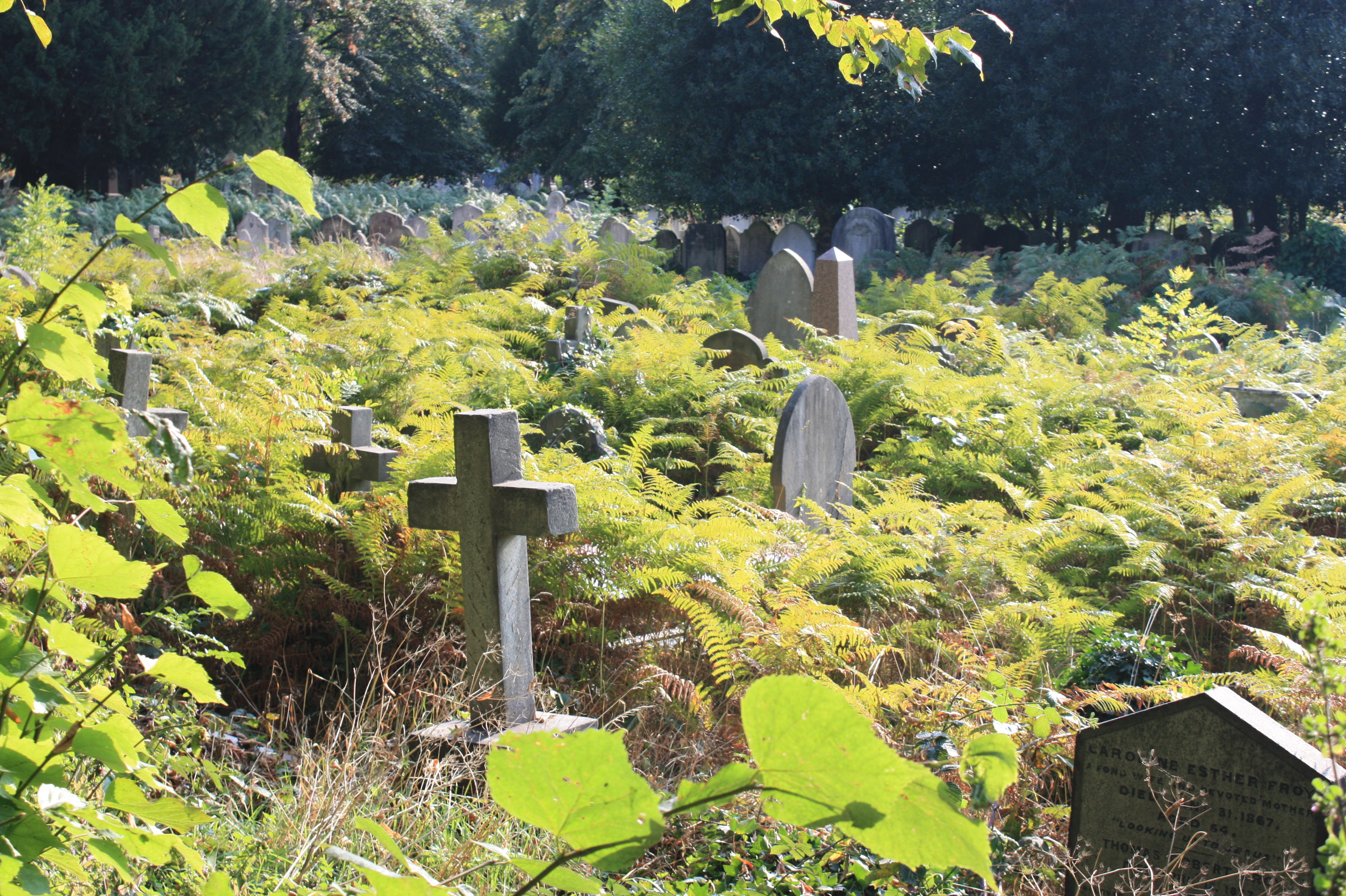
アウターイーストセクション
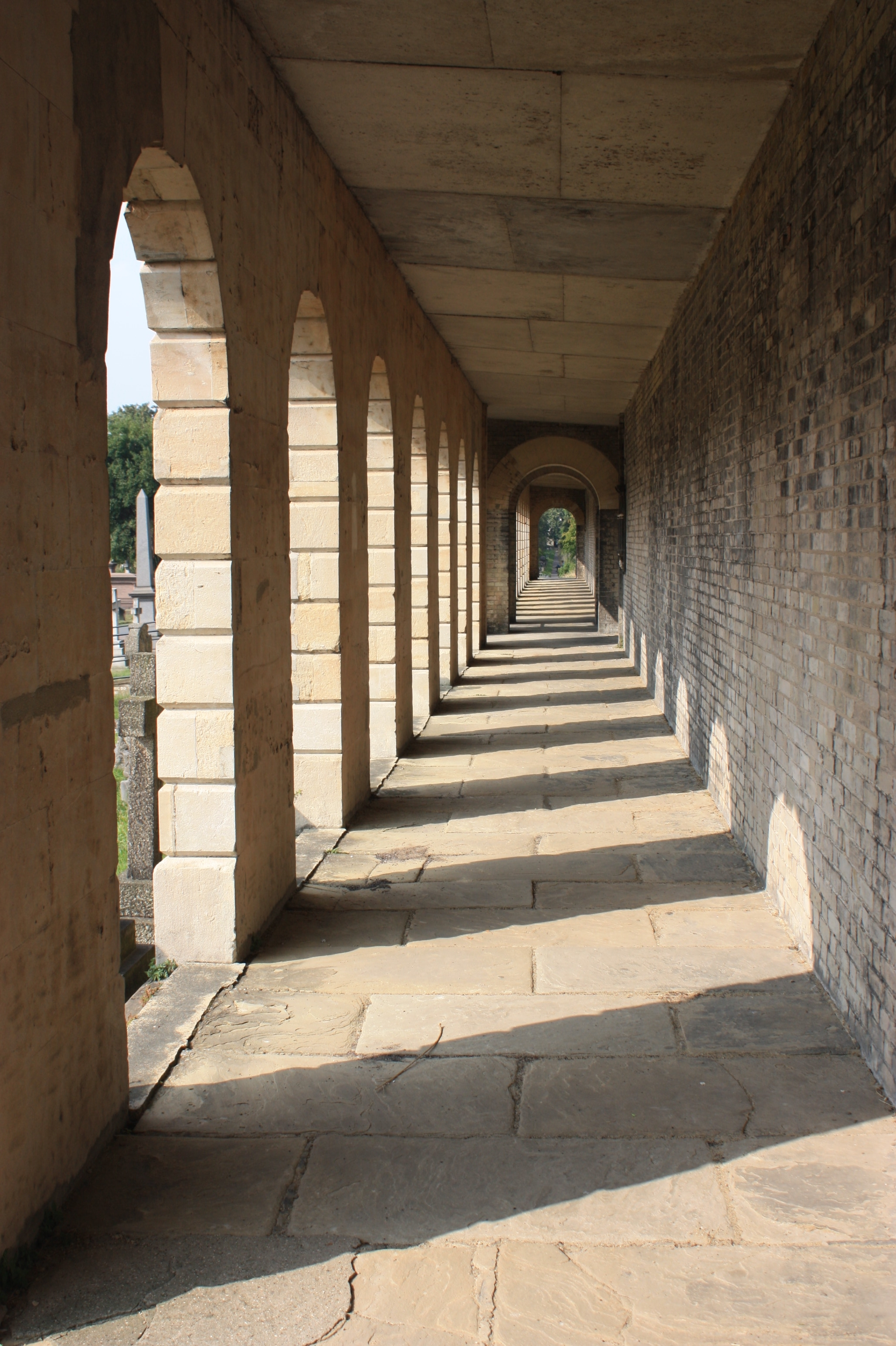
柱廊
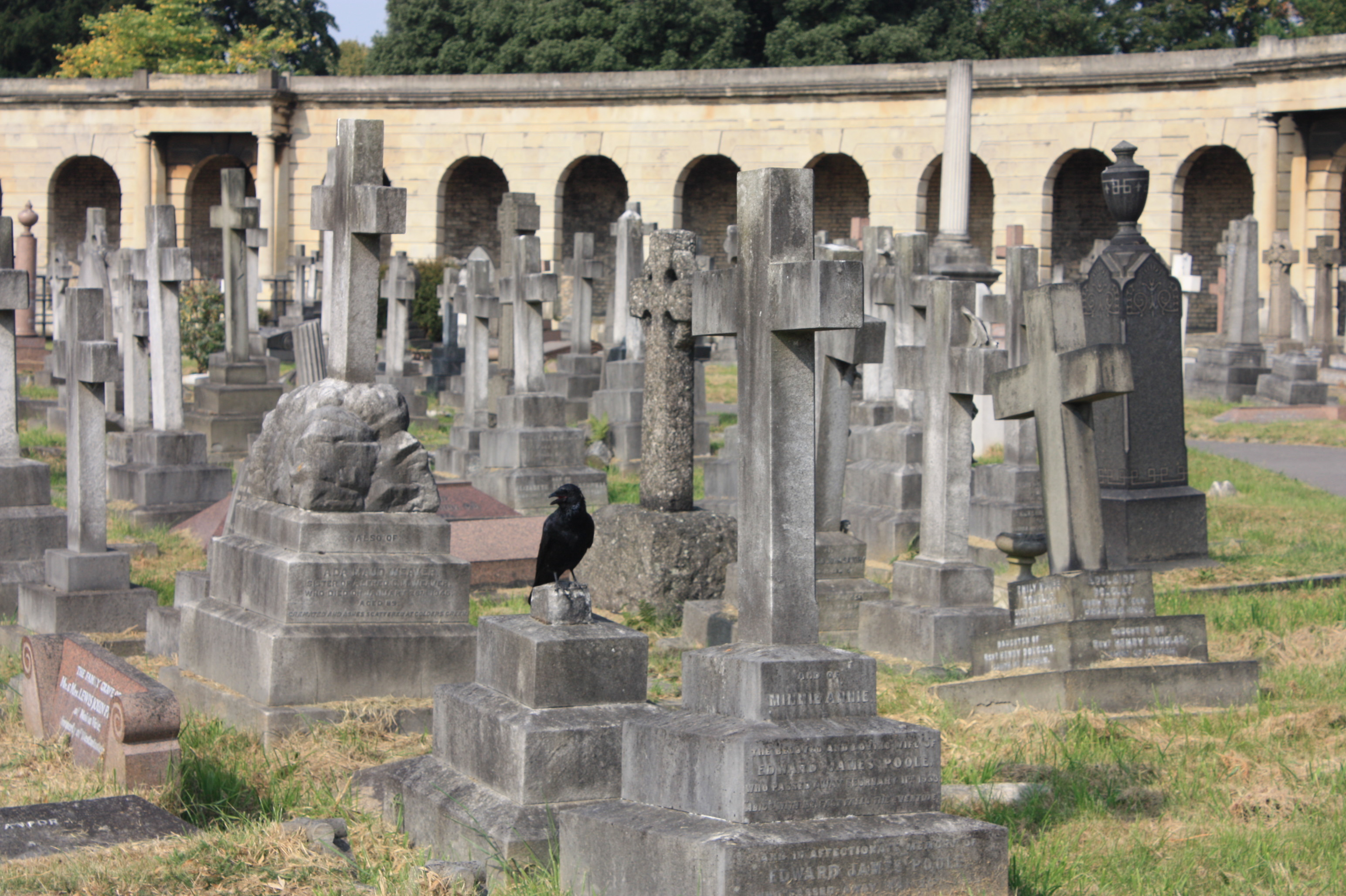
Central roundel
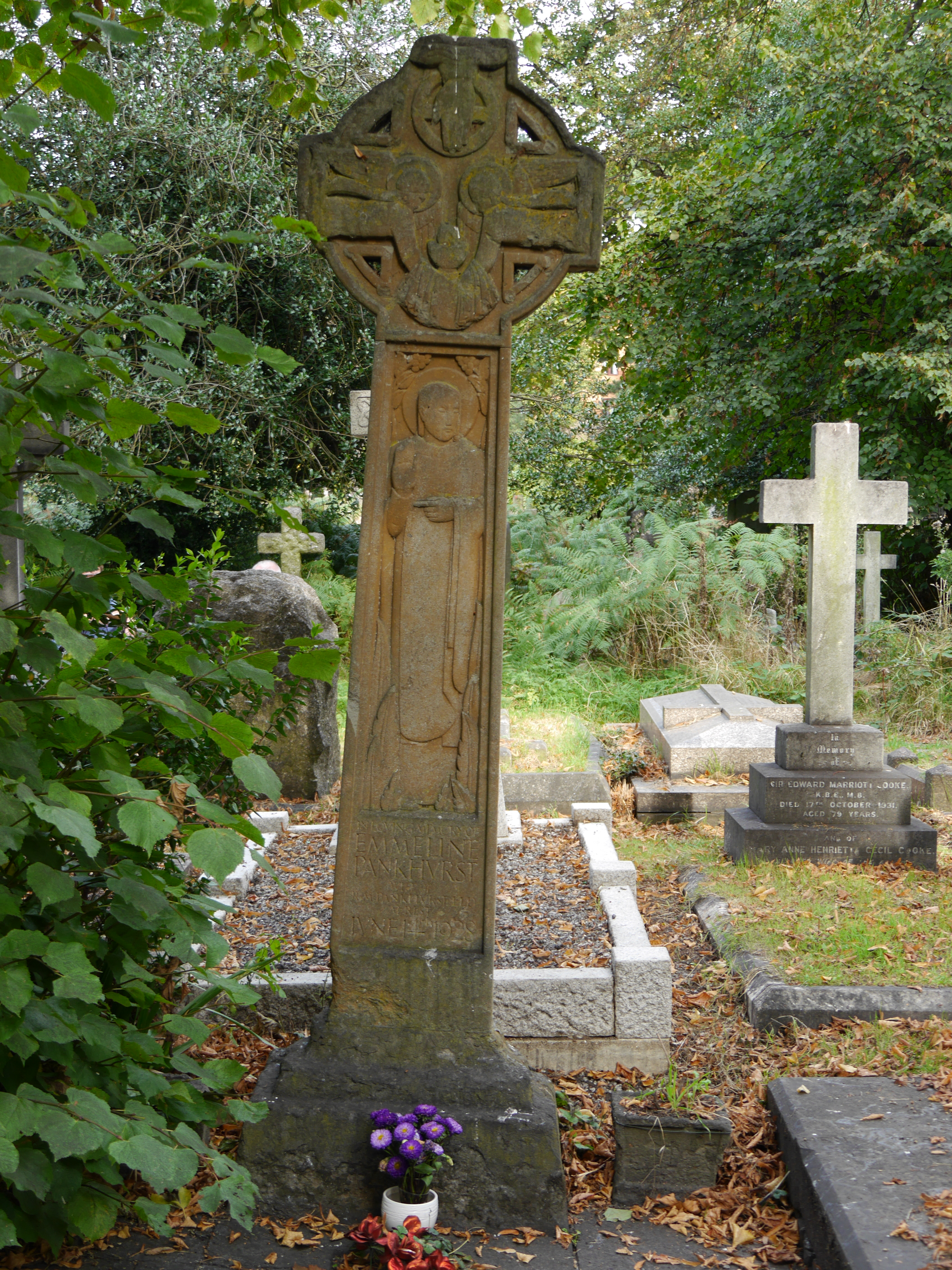
エメリン・パンクハーストの墓
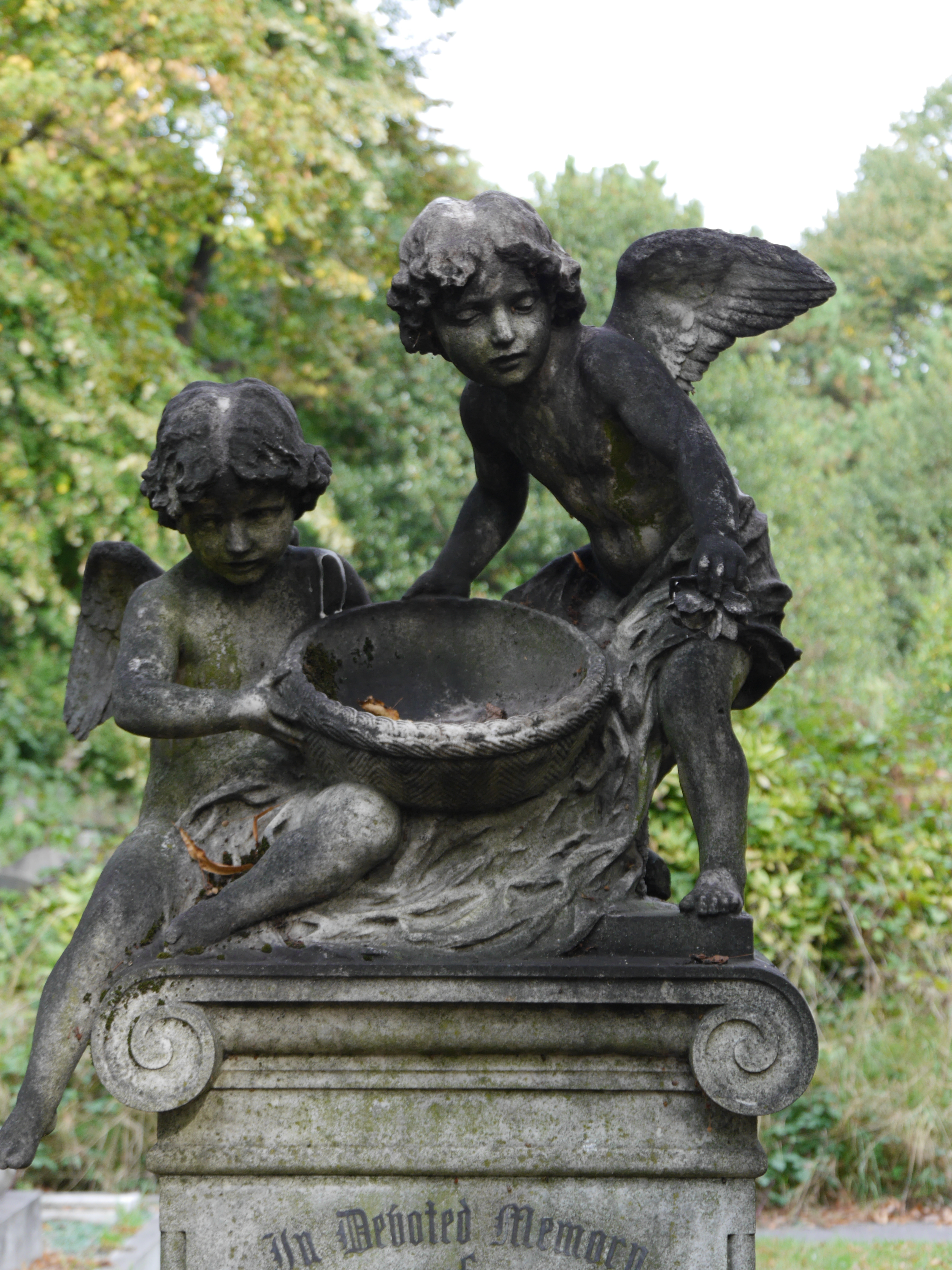
天使
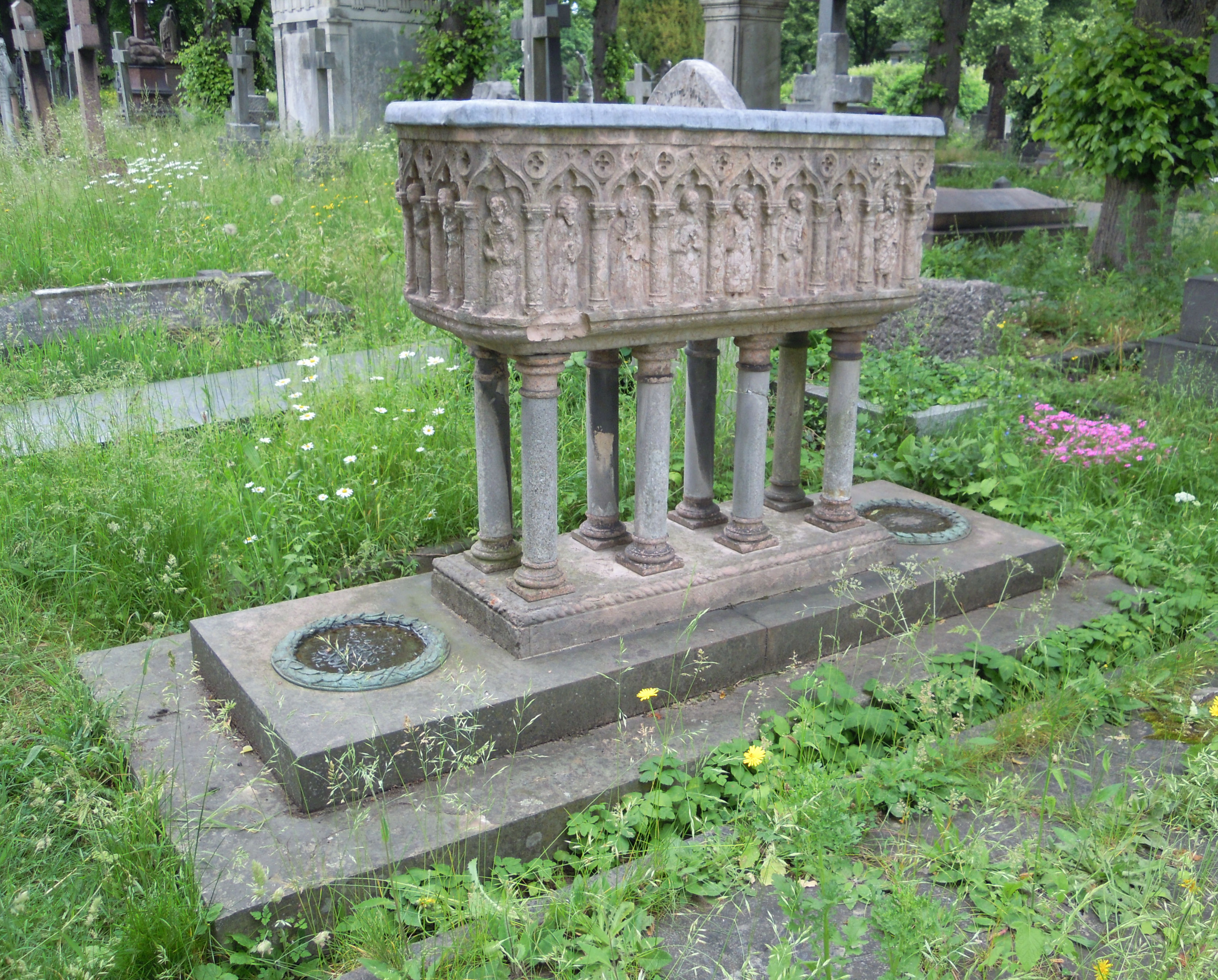
ヴァレンタイン・キャメロン・プリンセプのモニュメント
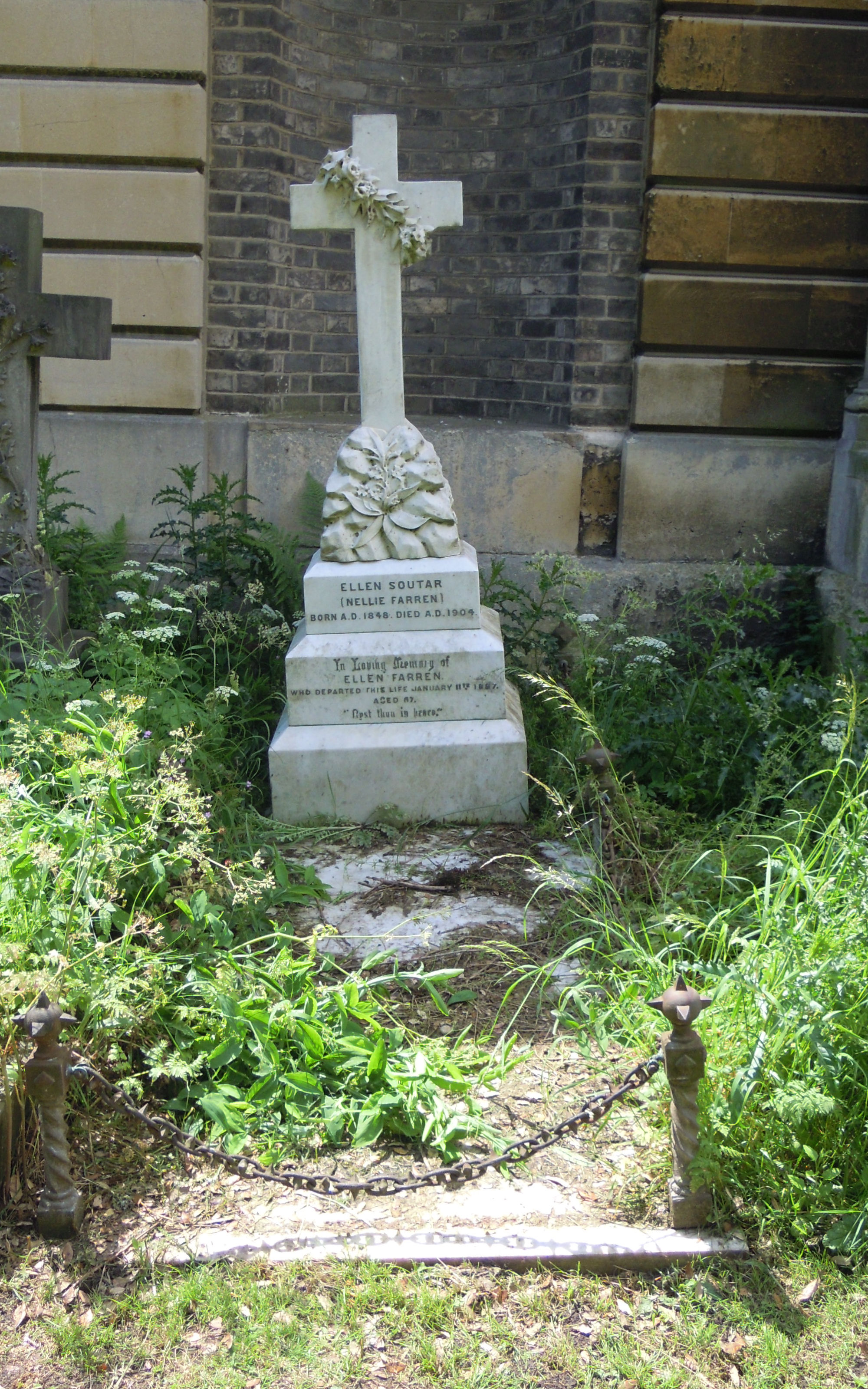
Nellie Farrenの墓
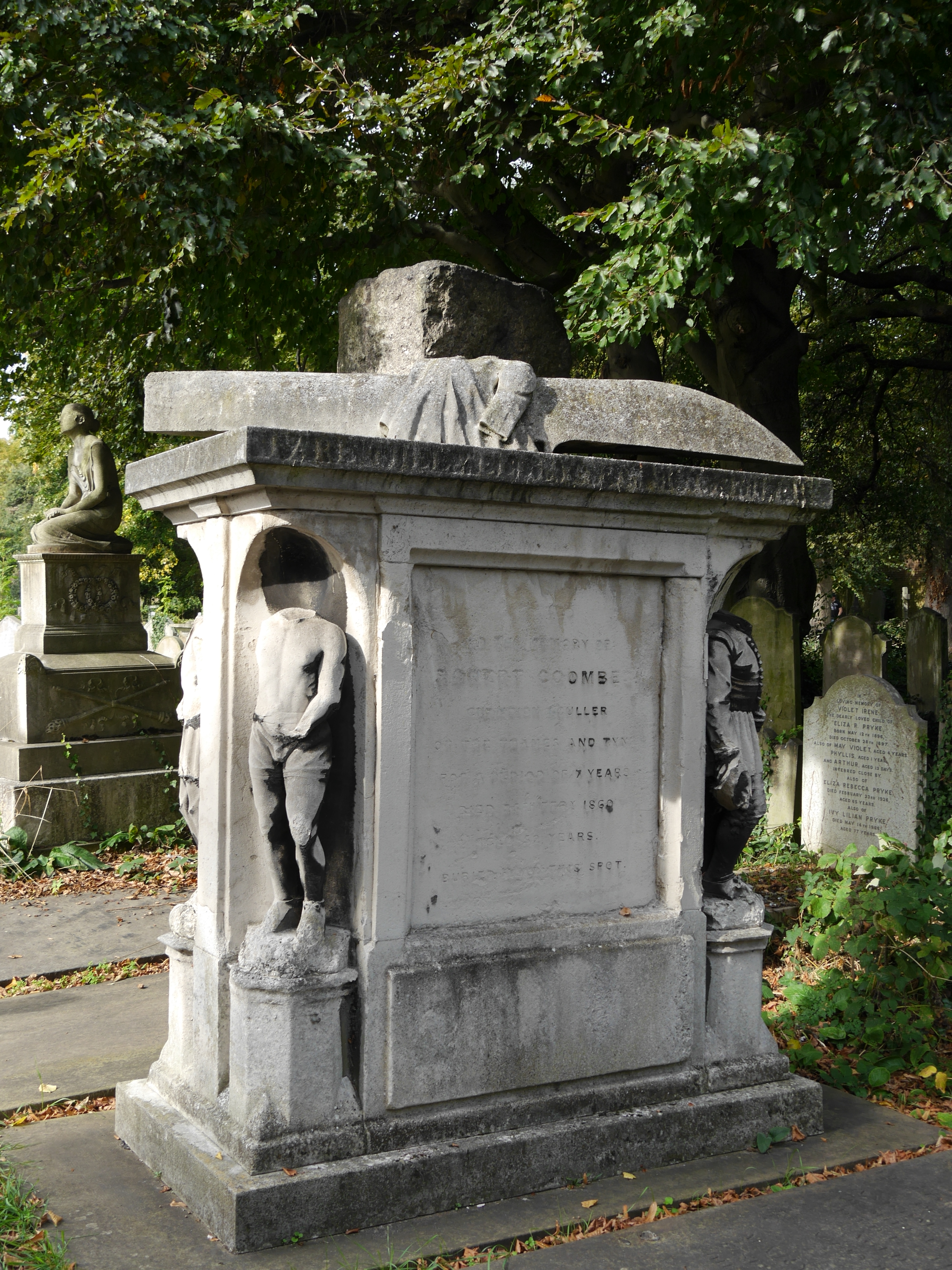
Robert Coombesのモニュメント
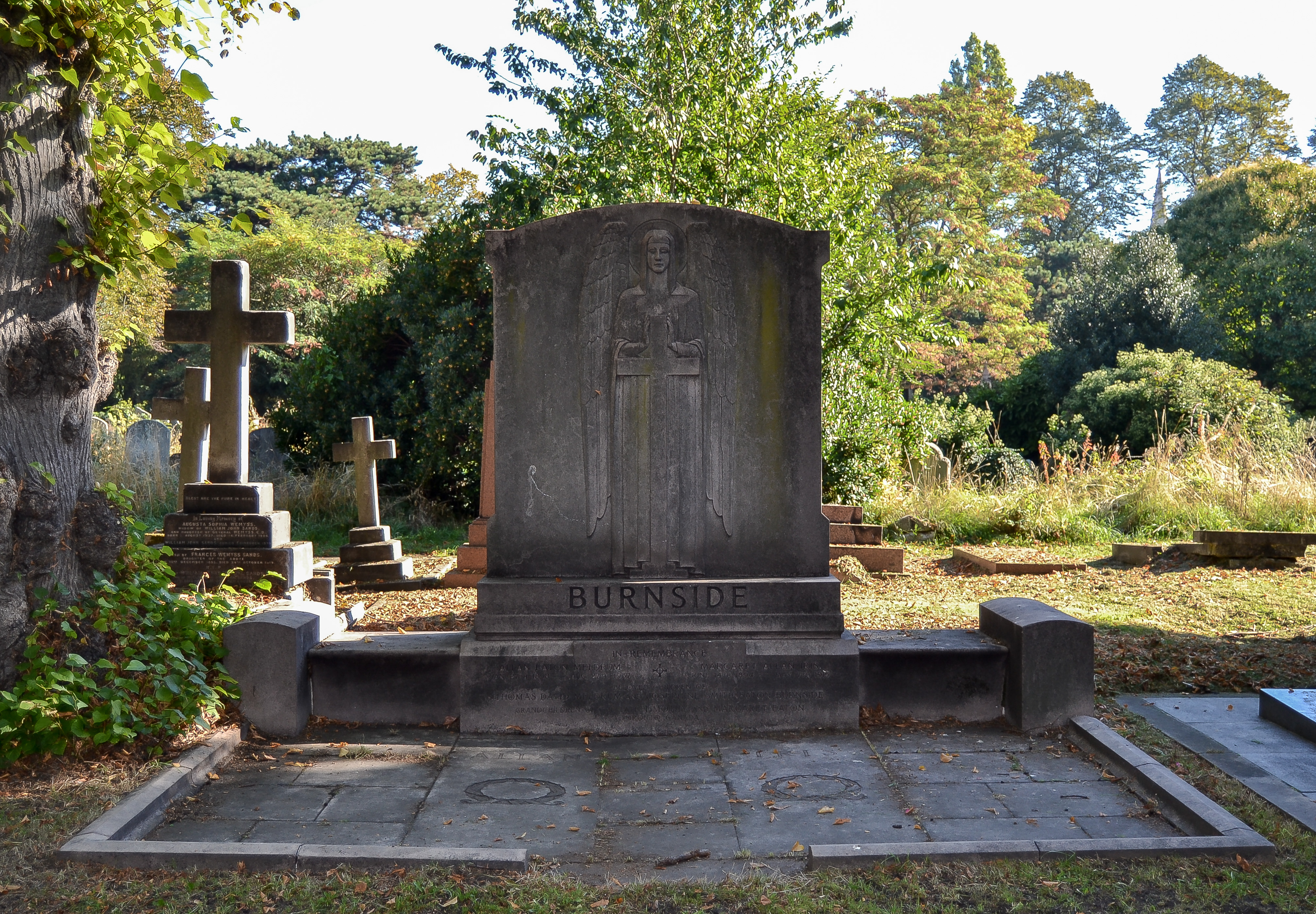
バーンサイドモニュメント
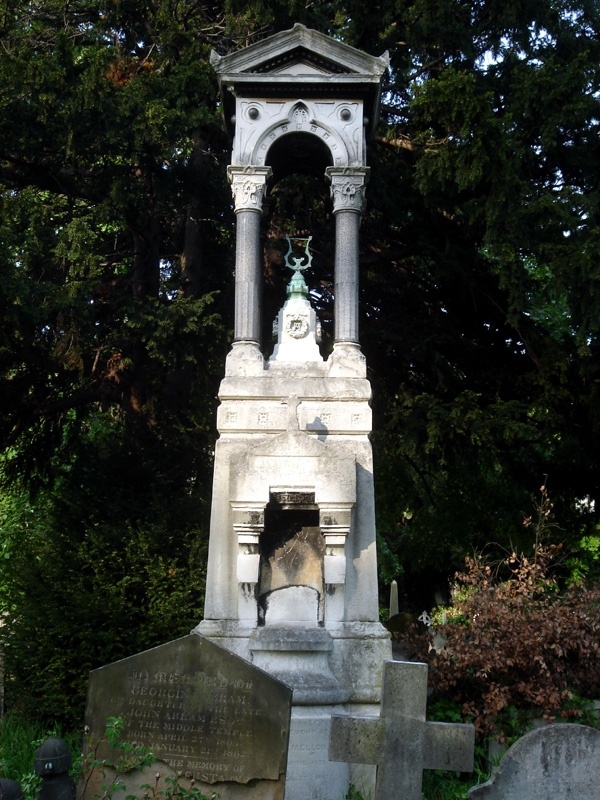
Alfred Mellonのモニュメント
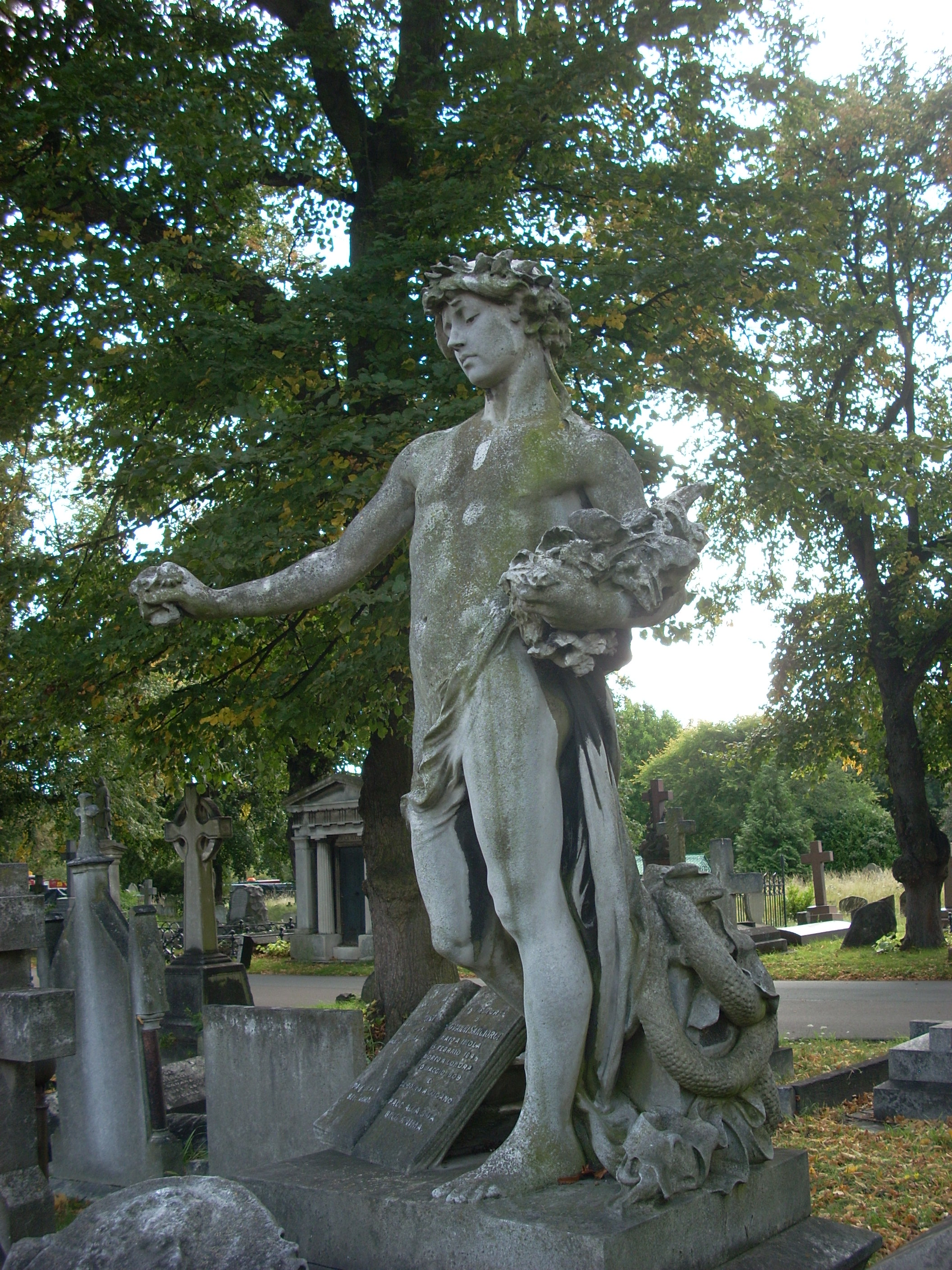
Barbe Sangiorgiのモニュメント
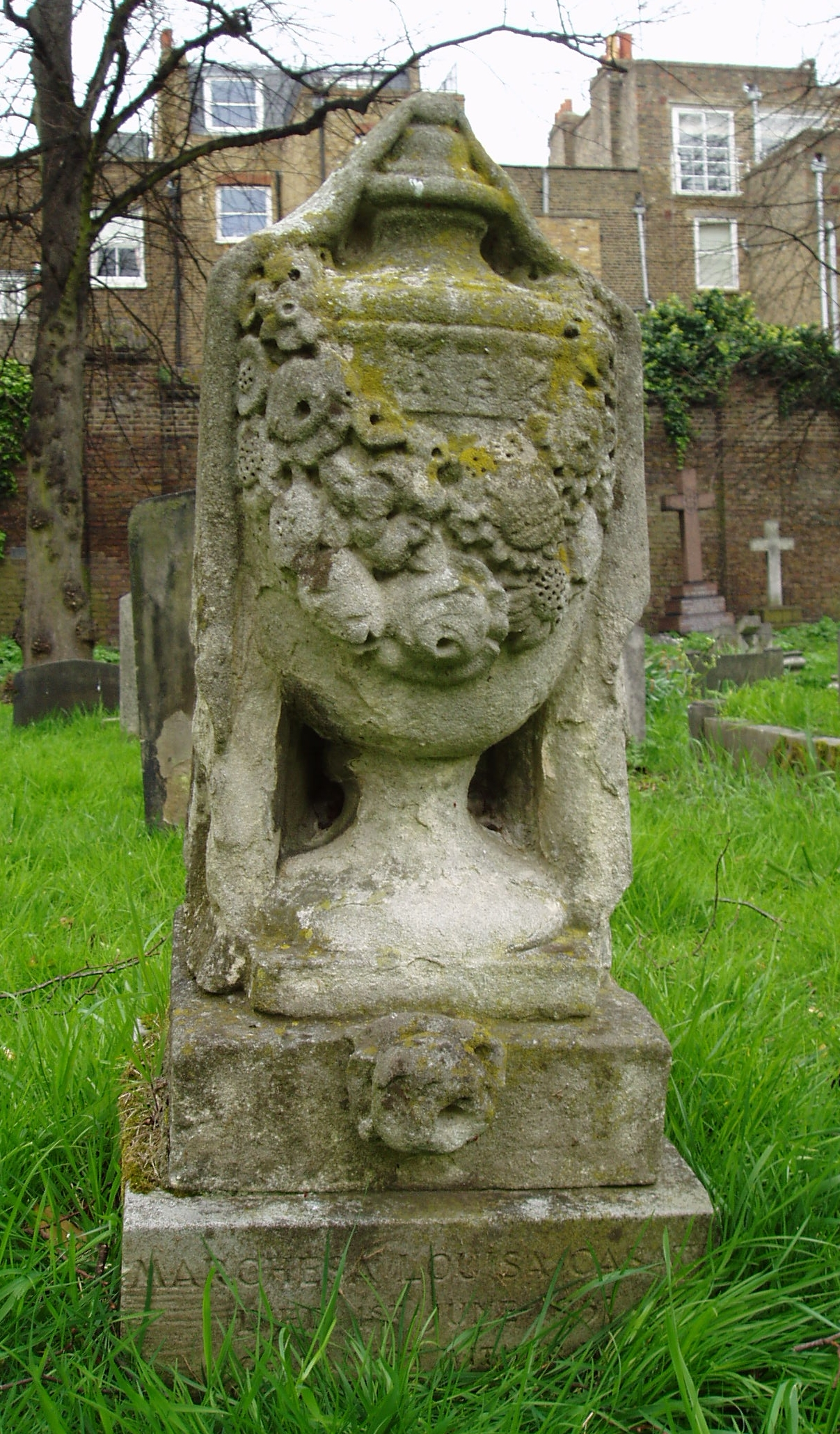
Marchesa Casatiの墓
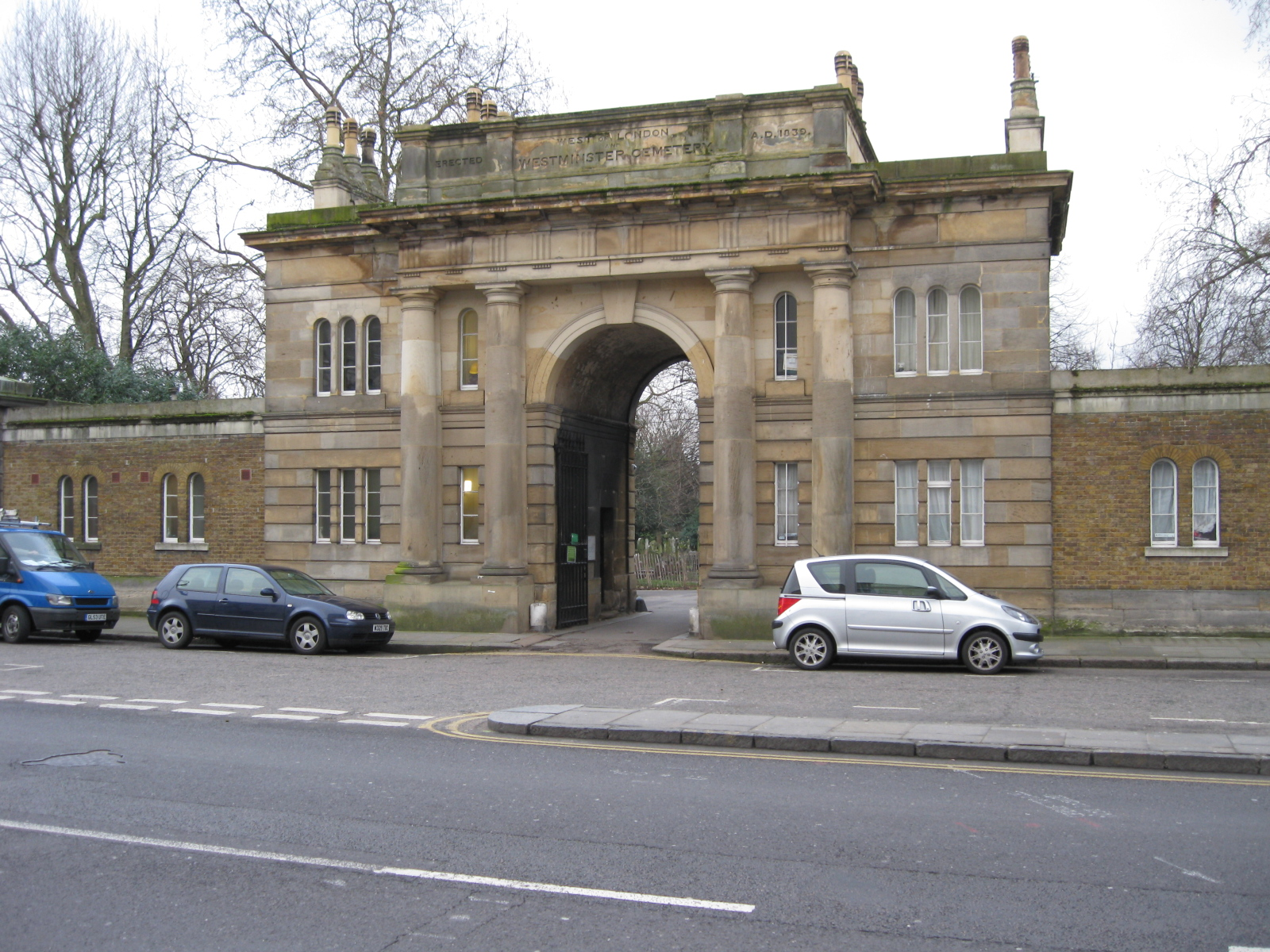
入り口
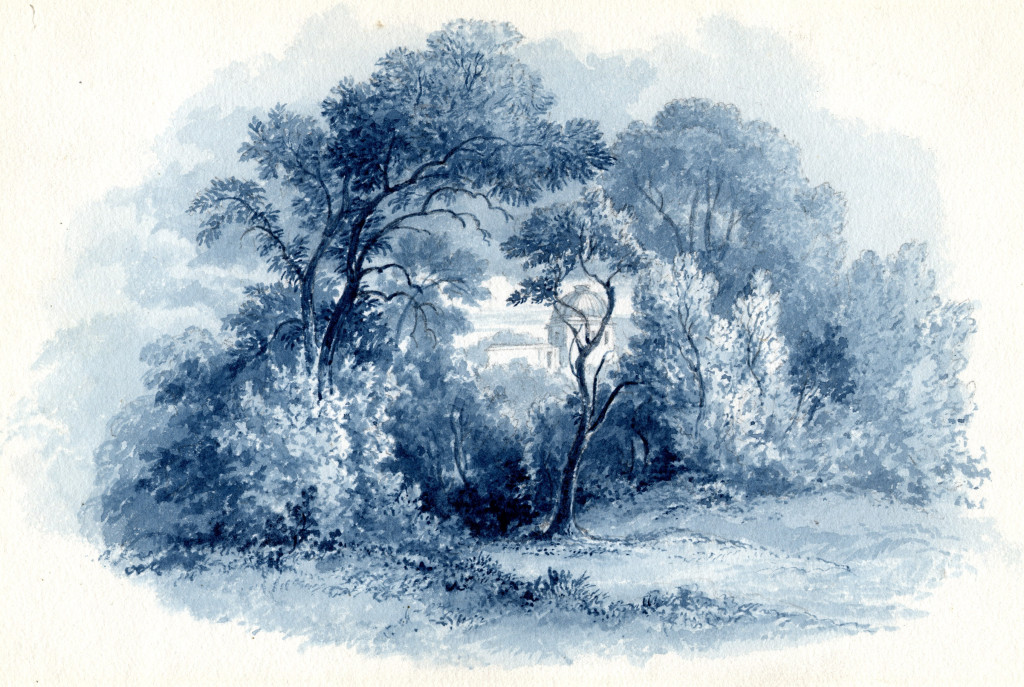
William Cowen (1791–1864) による絵画Brompton Cemetery
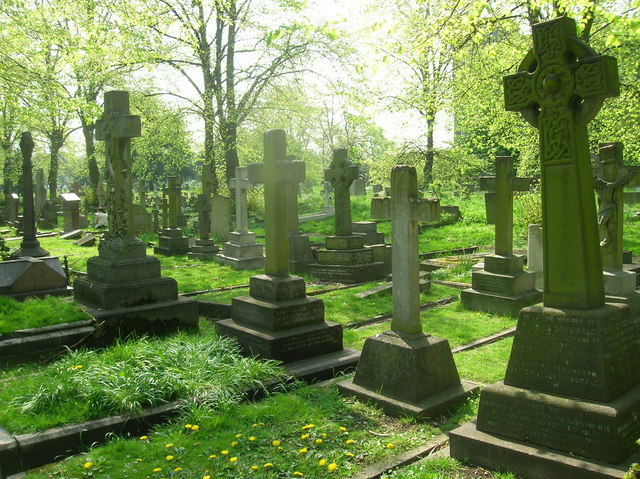
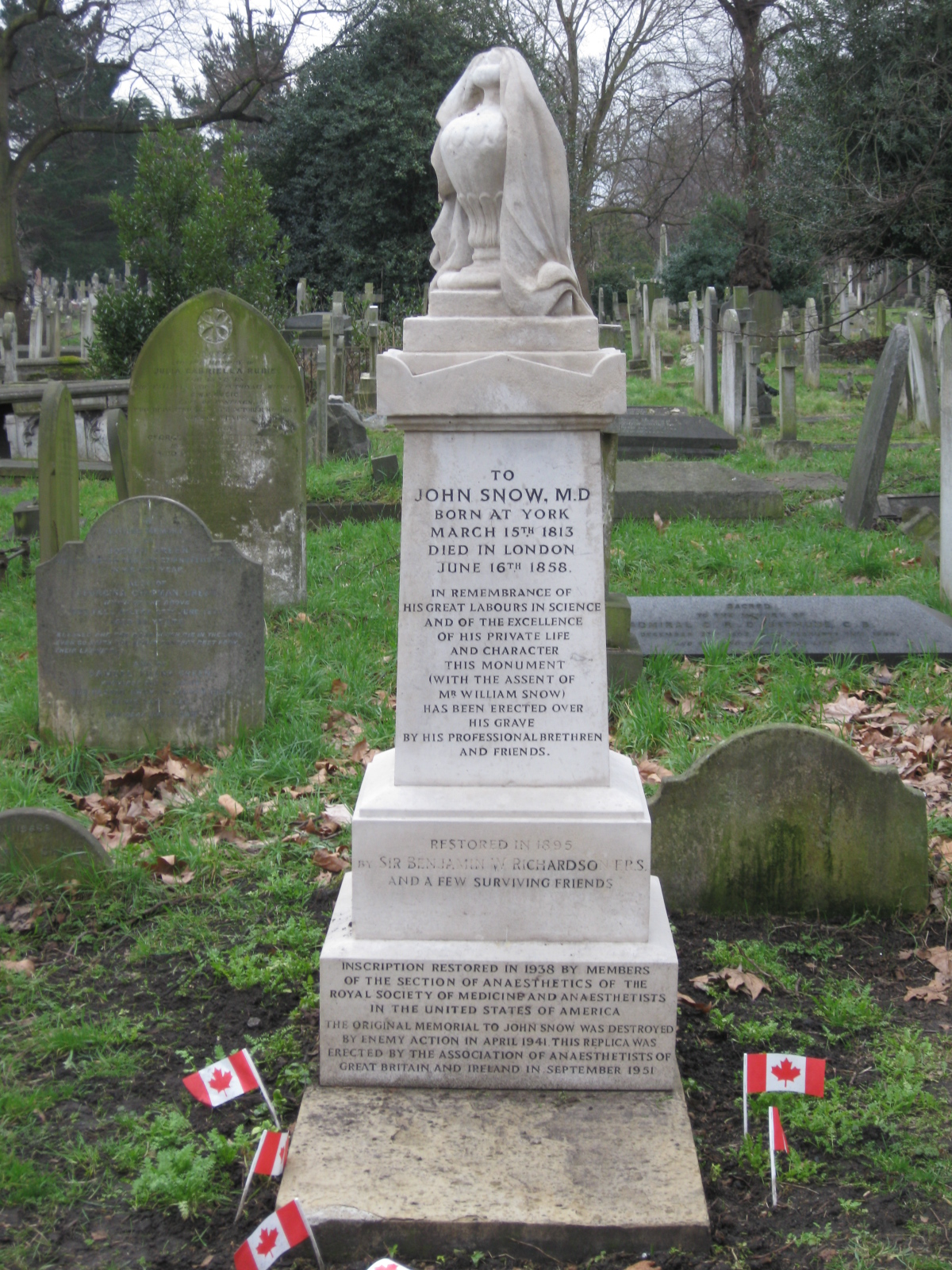
ジョン・スノウのモニュメント
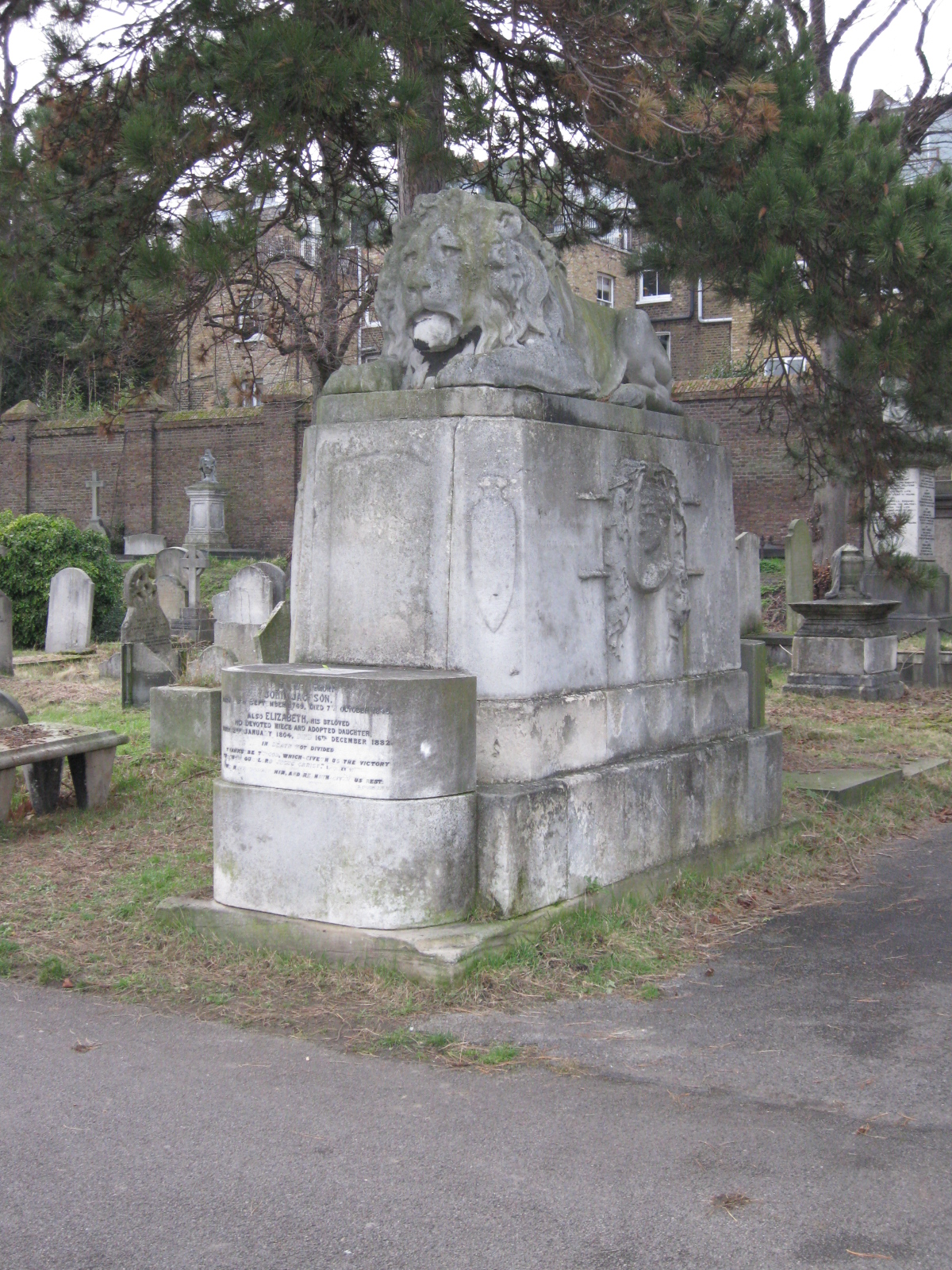
John Jacksonの墓の上にあるライオン
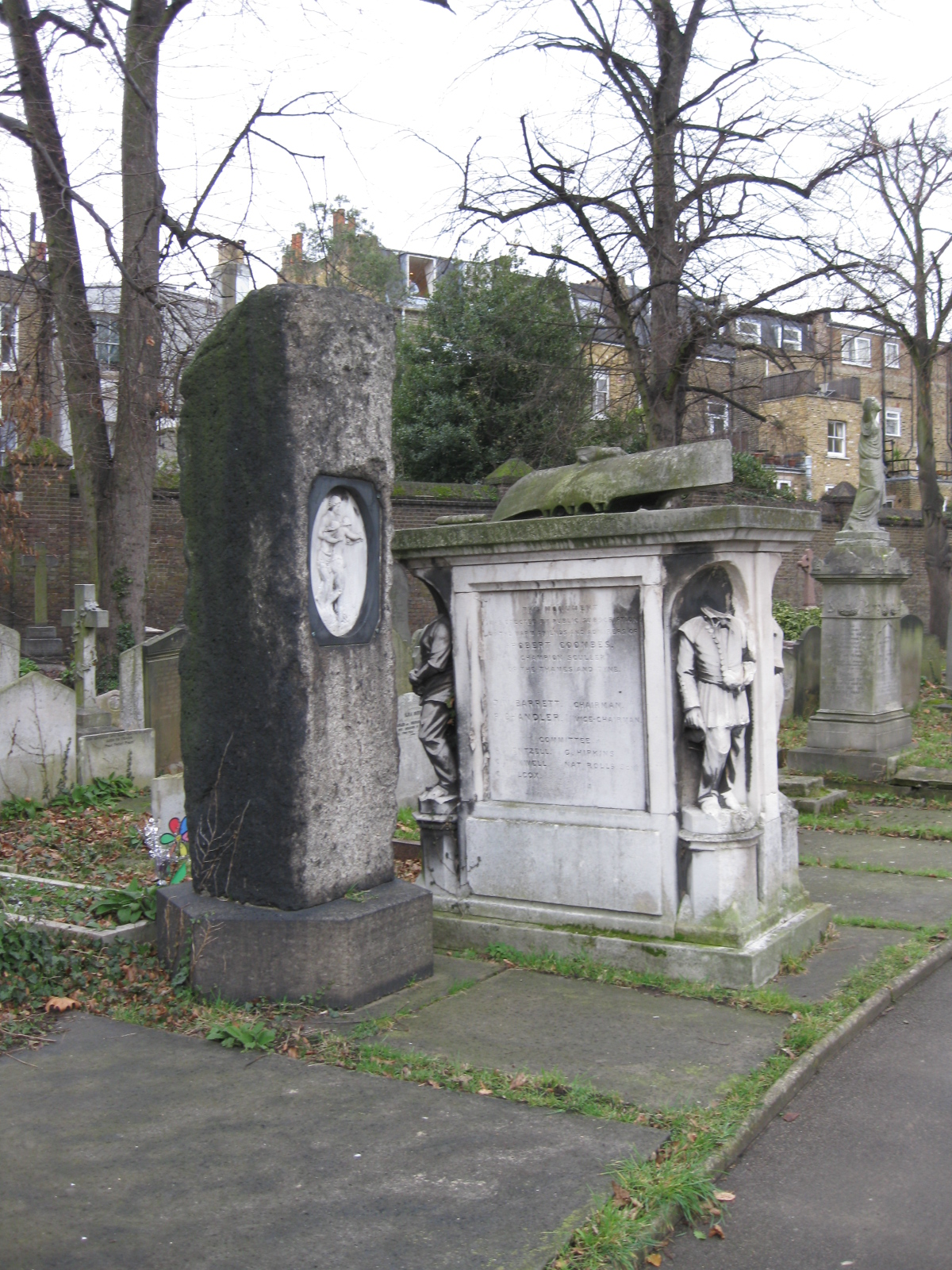
Robert Coombesのモニュメント
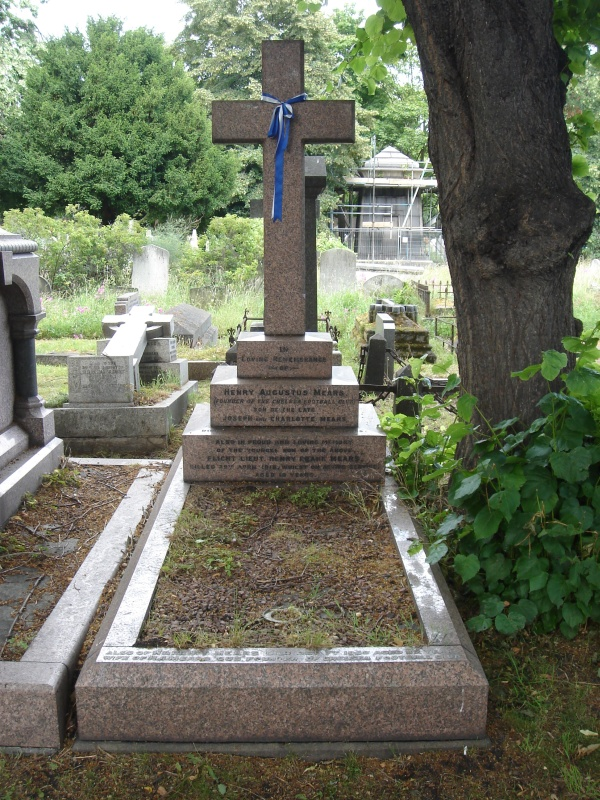
チェルシーFCの創設者であるガス・ミアーズ（英語版）の墓
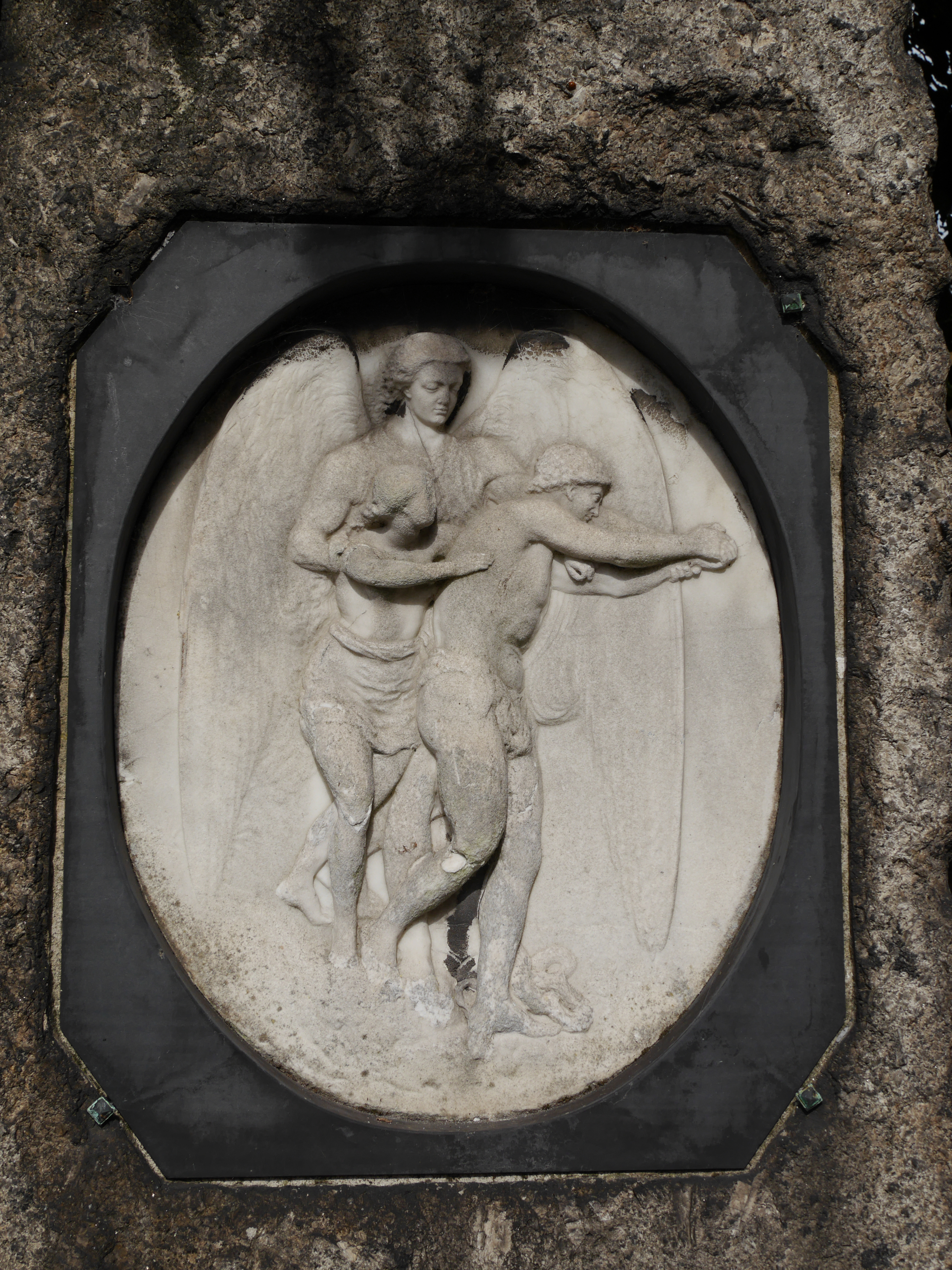
浅浮彫(bas-relief)
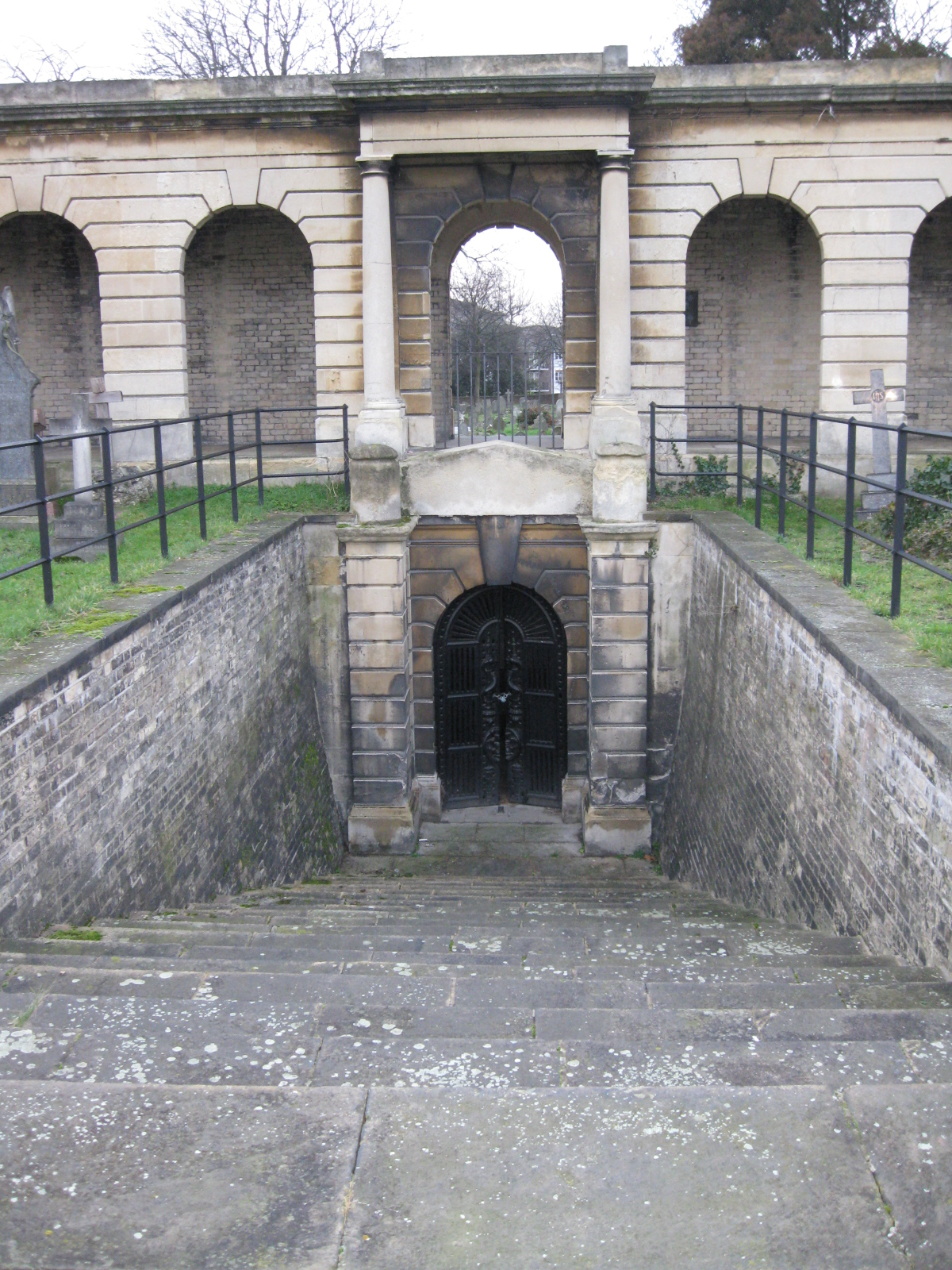
地下墓地への入り口
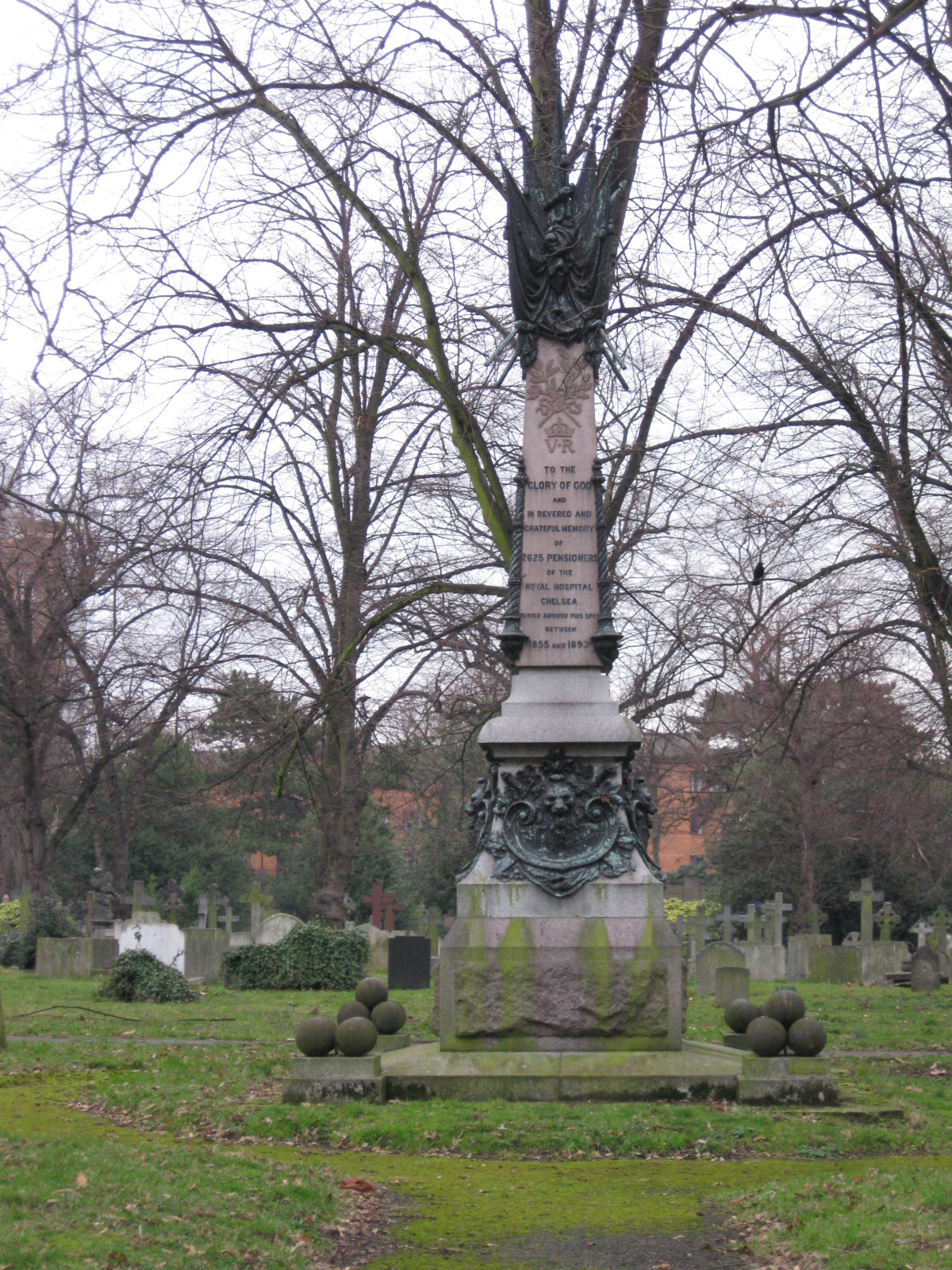
Chelsea Pensioners' Memorial
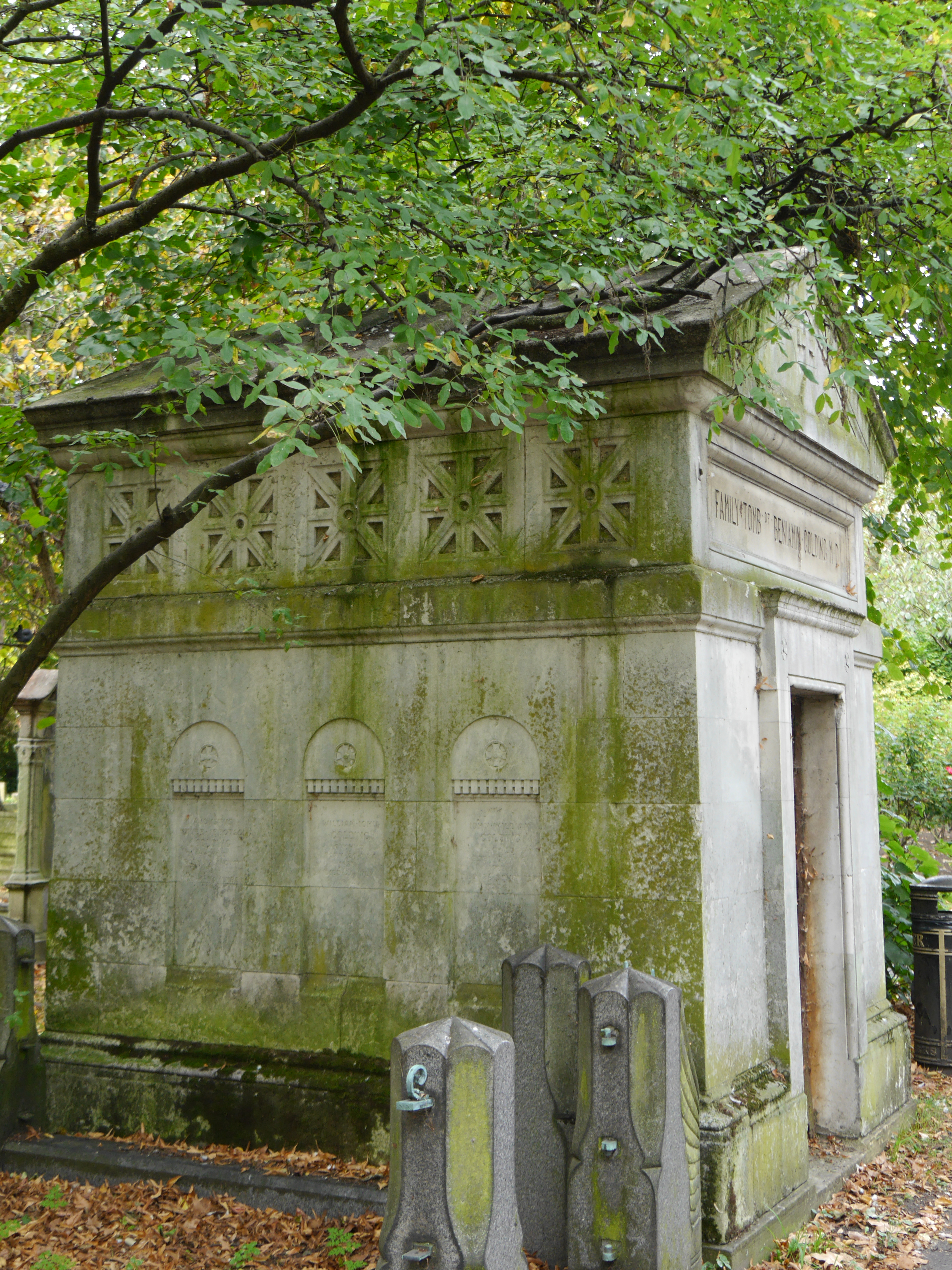
大霊廟
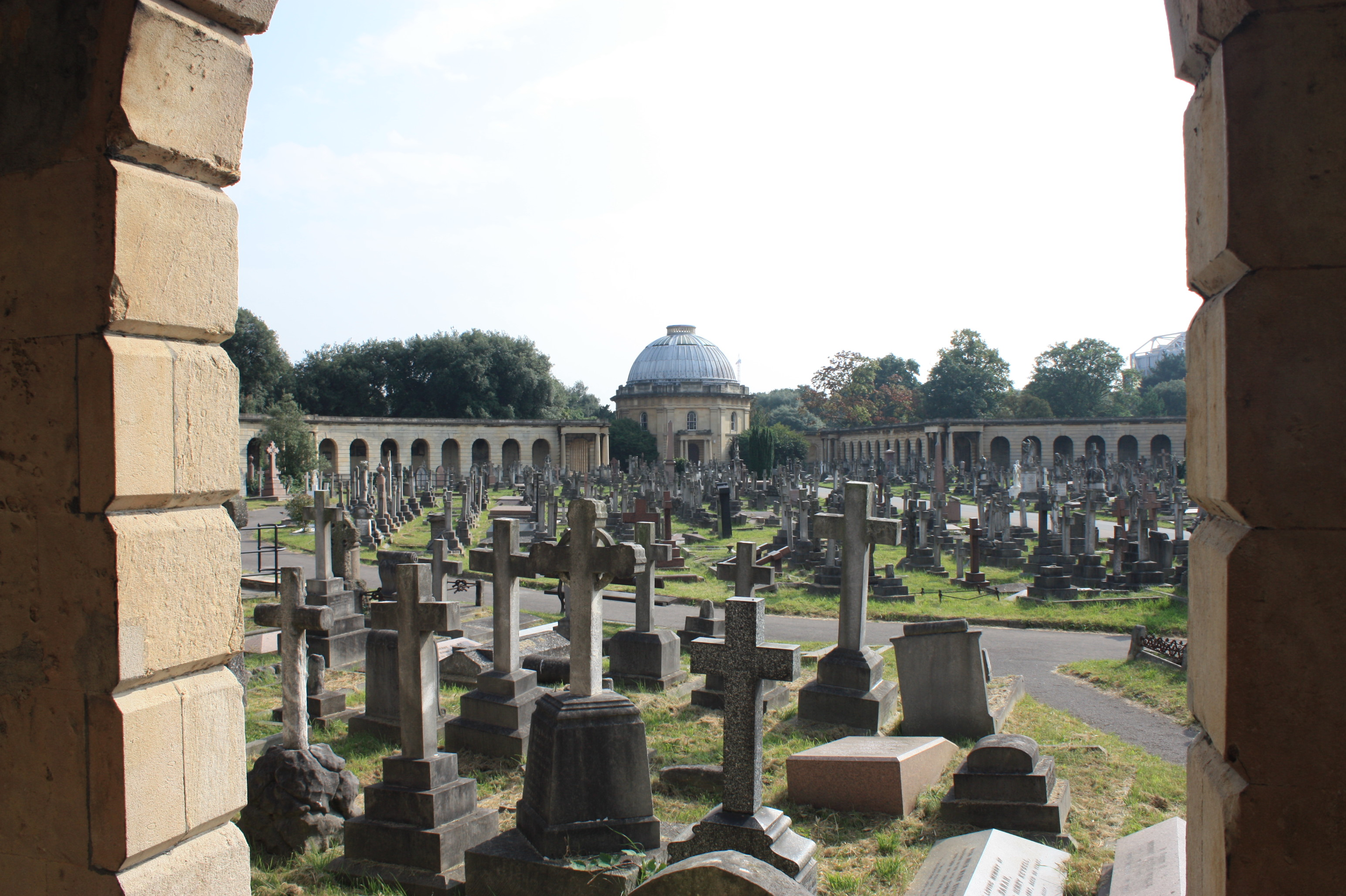
Central section
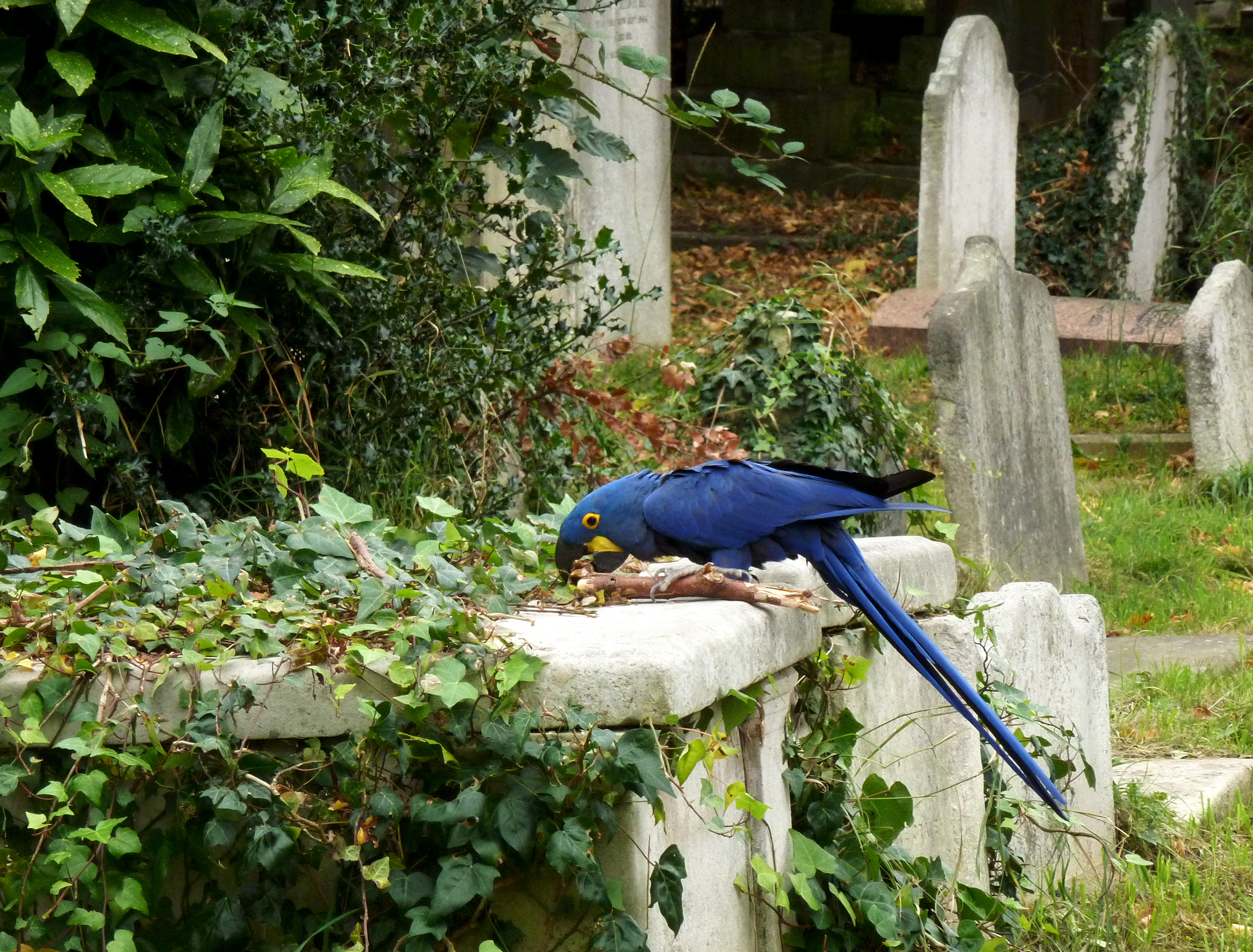
Blue visitor among Gravestones
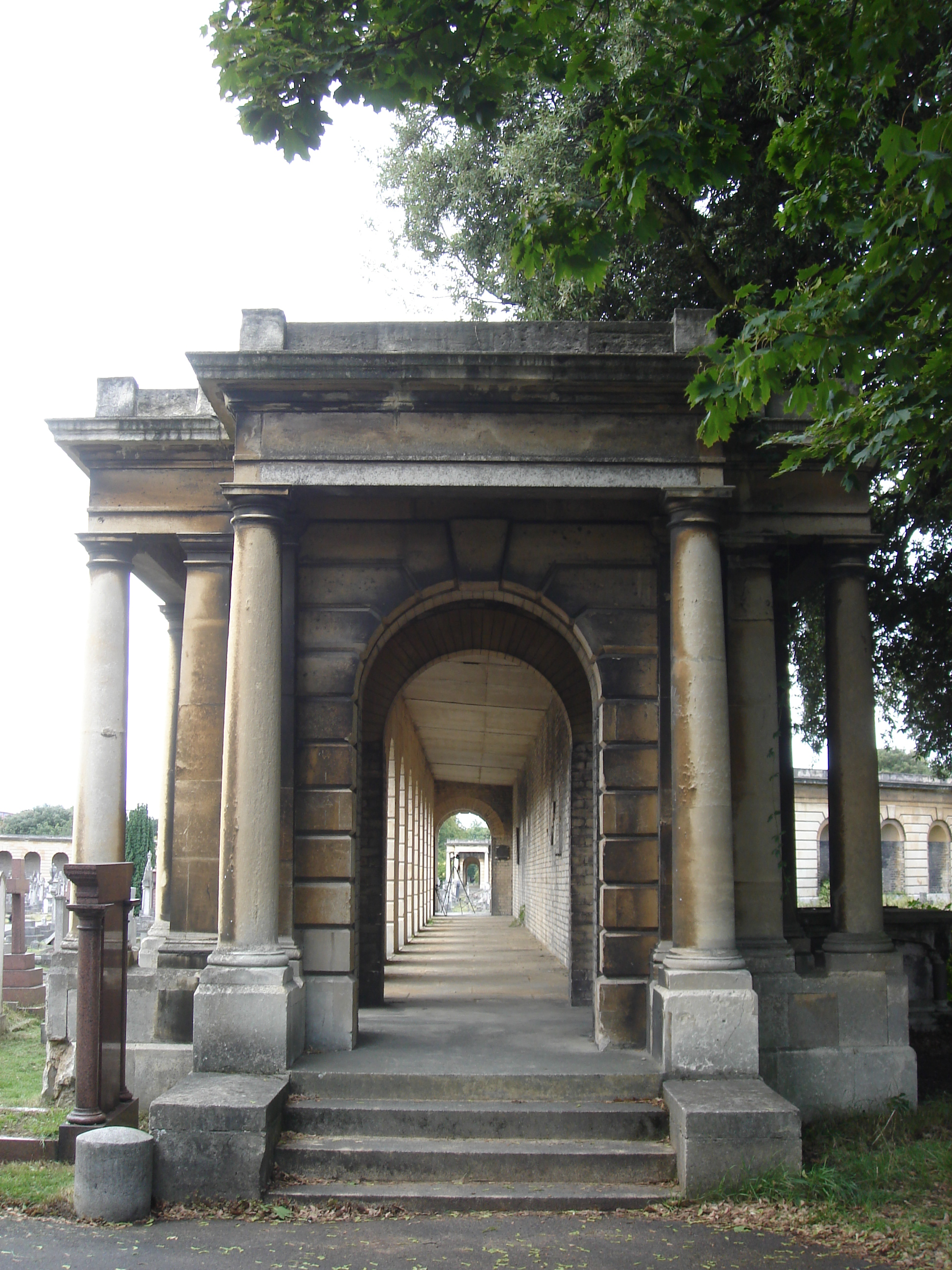
Brompton Cemetery SE Arcade
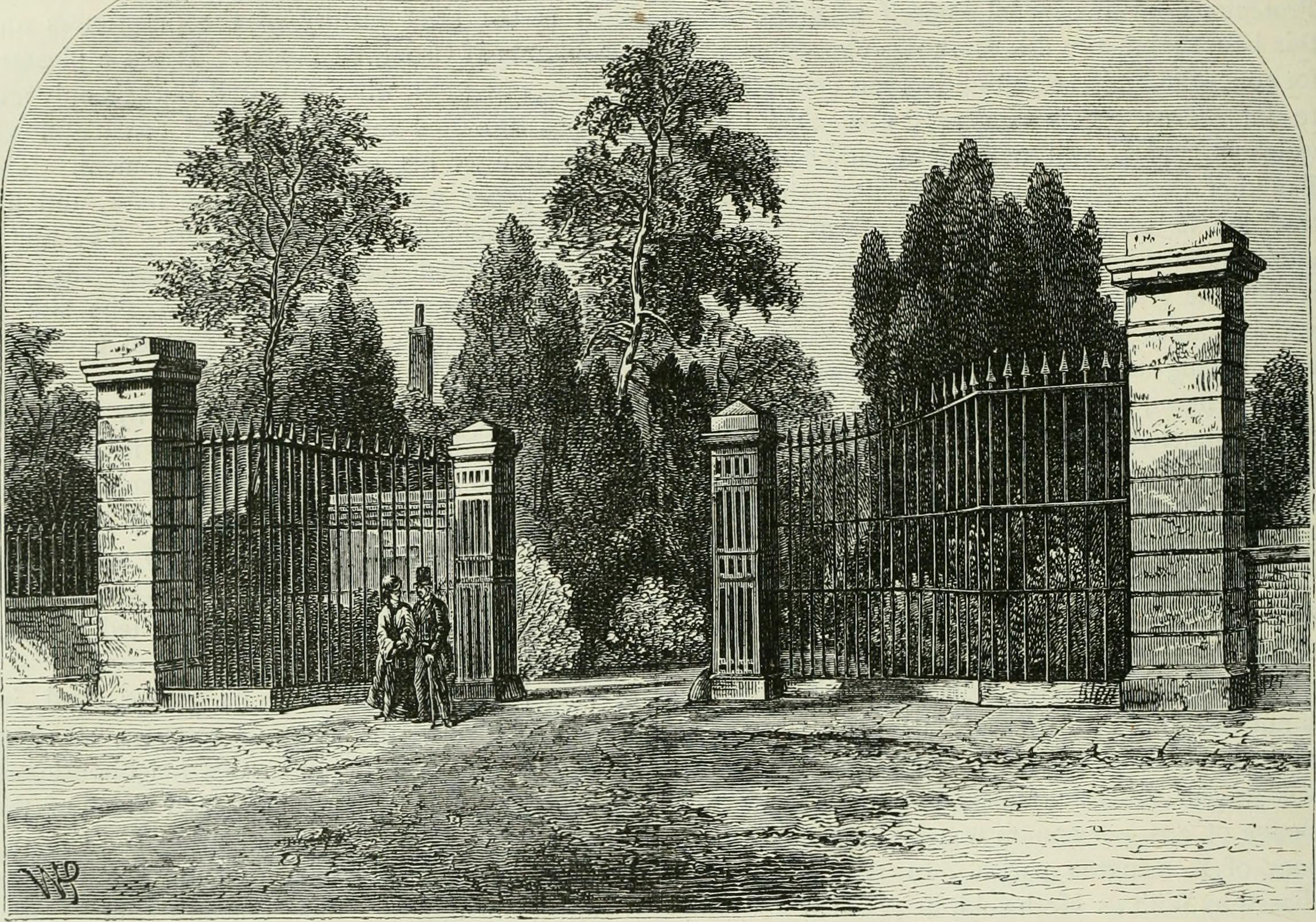
Fulham Road entrance (1873)
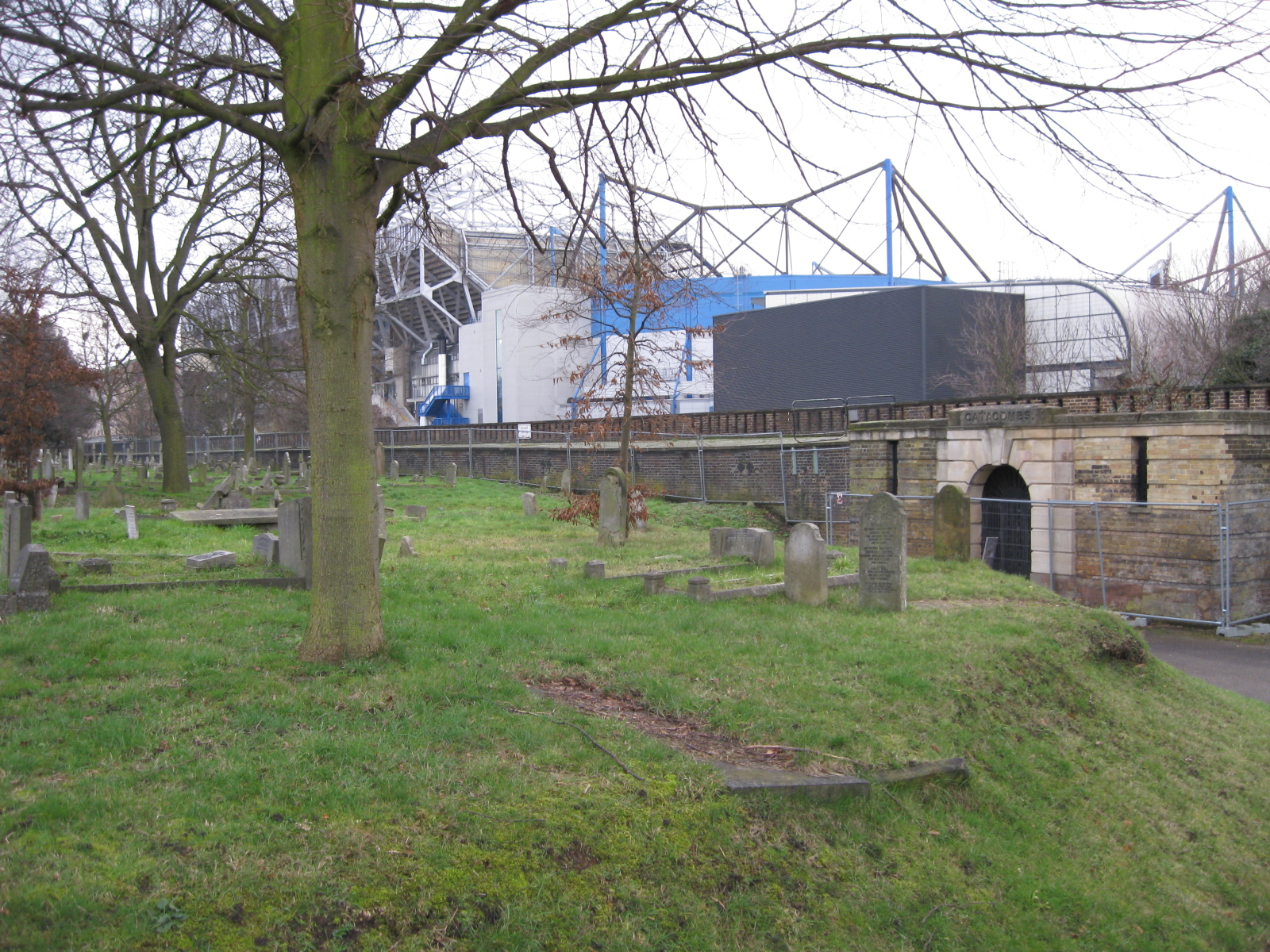
Stamford Bridge stadium近くのブロンプトン墓地
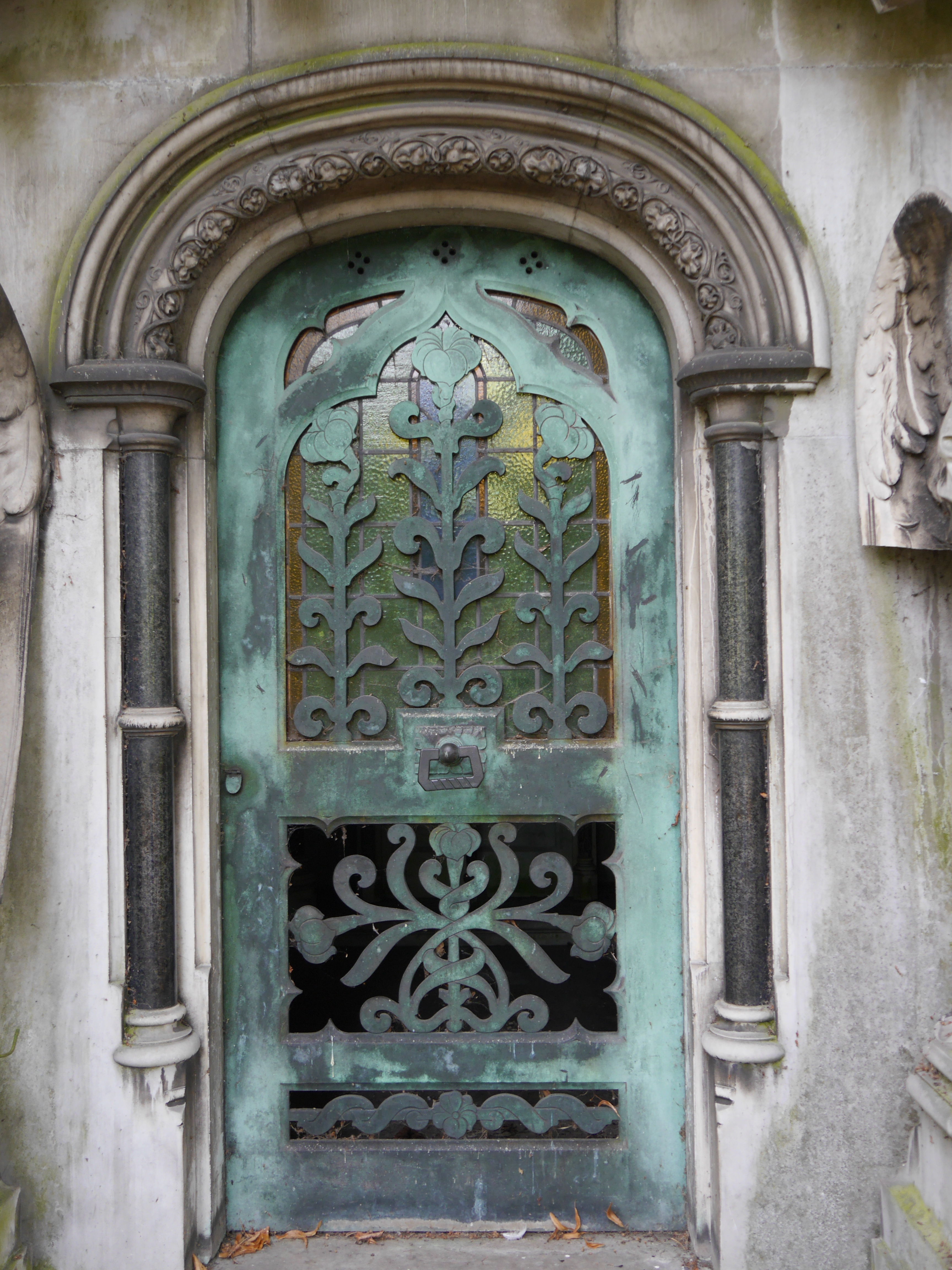
portal
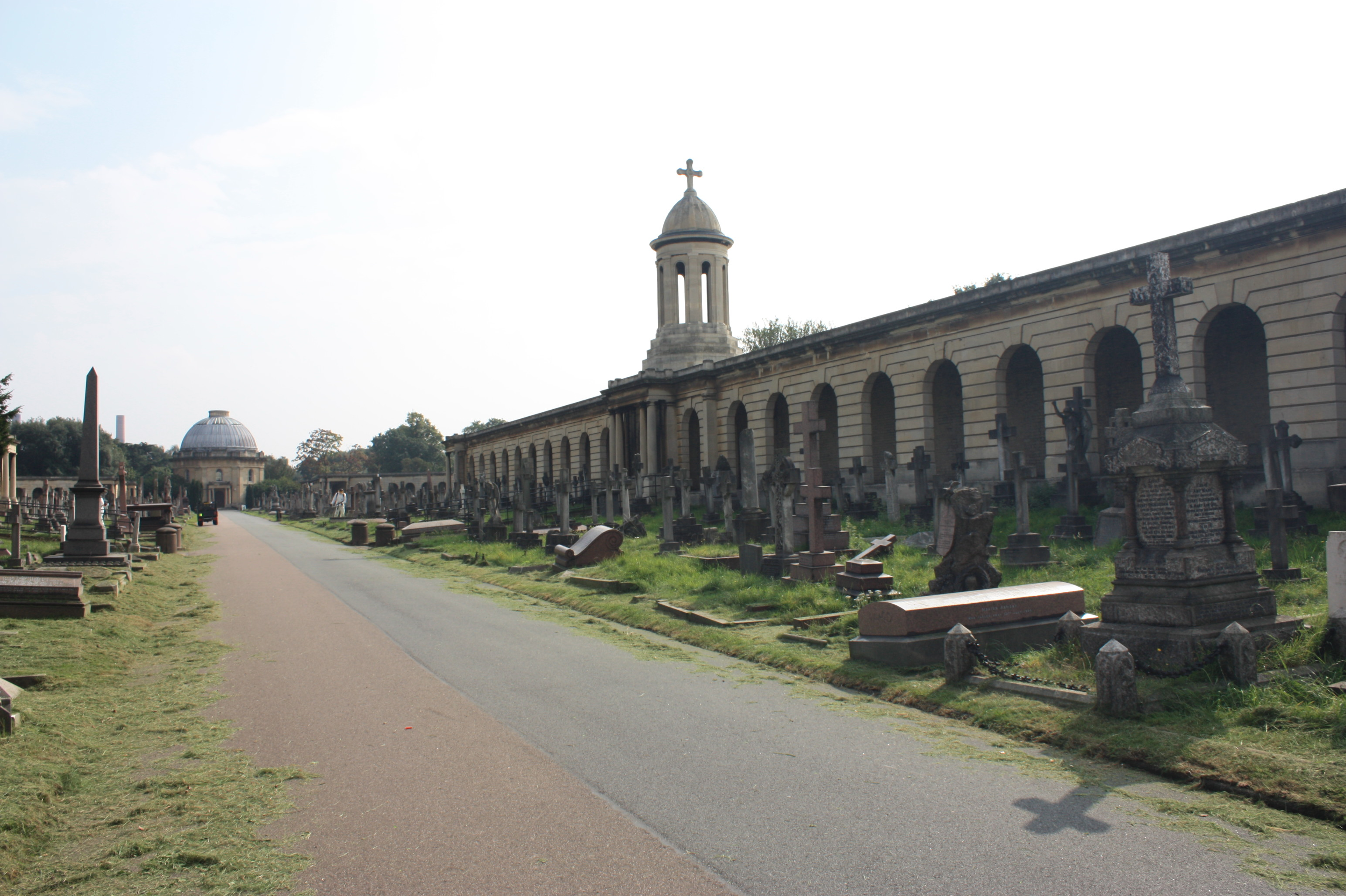
Central avenue
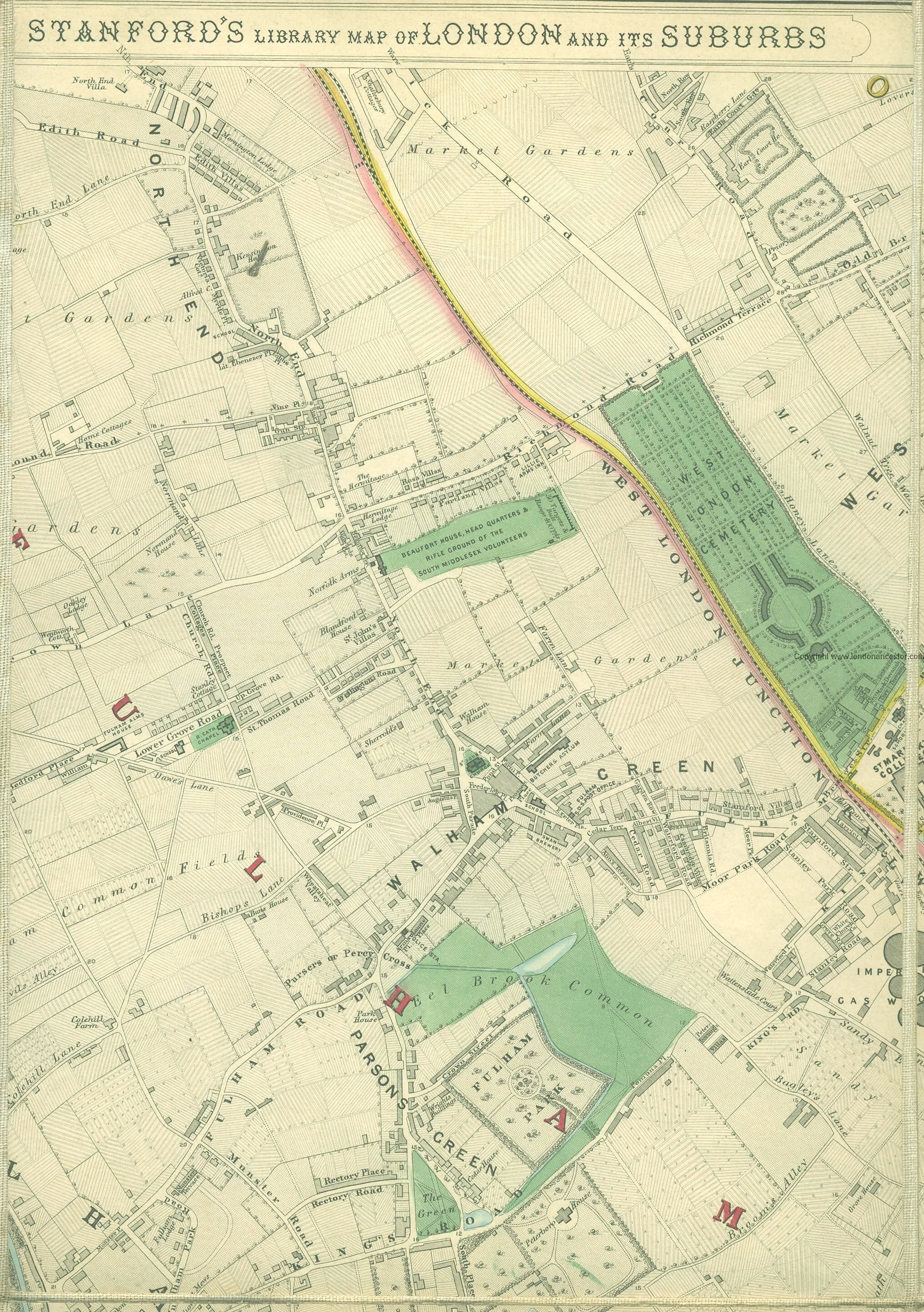
Middlesex, detail of Fulham c.1860
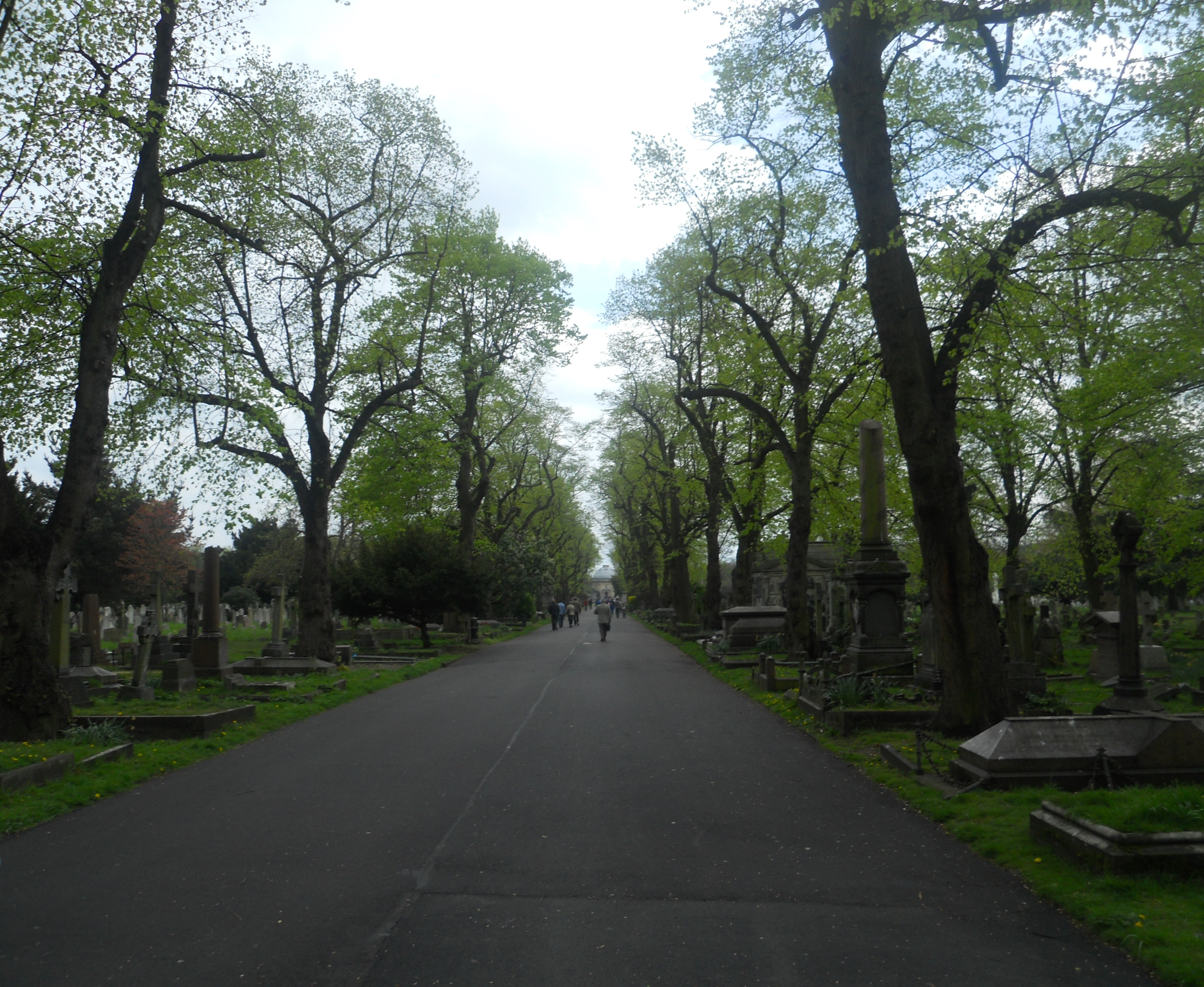
Central avenue, from North Lodge Brompton Cemetery

## 関連文献
- Culbertson, Judi; Randall, Tom (1991). Permanent Londoners: An Illustrated Guide to the Cemeteries of London. Post Mills, Vermont: Chelsea Green Publishing Company.
- Suchcitz, Andrzej (1992) (ポーランド語). Non omnis moriar: Polacy na londyńskim cmentarzu Brompton [Non omnis moriar: Poles buried in Brompton Cemetery, London]. Poland: Oficyna Wydawnicza Audiutor. ISBN 978-8-3900-0859-2 Digitized by the University of Michigan, 12 Oct 2007.
- Meller, Hugh; Parsons, Brian (2008). London Cemeteries: an illustrated guide and gazetteer, The History Press. ISBN 978-0-7509-4622-3
- Beach, Darren (2008). London's Cemeteries. Metro Guides. ISBN 1-902910-23-0